# Liste geflügelter Worte/G

## Gäbe es Gott nicht, so müsste man ihn erfinden.
Dieses Zitat stammt aus der Epistel an den Verfasser des Buches von den drei Betrügern des französischen Philosophen Voltaire und lautet im Original:

« Si Dieu n’existait pas, il faudrait l’inventer. »

Erna Friedlaender schrieb in der Wochenzeitung Die Zeit zu diesem Zitat:

„Das Wort Voltaires: ‚Gäbe es keinen Gott, so müßte man ihn erfinden‘ verletzt jeden Menschen, für den die Existenz Gottes niemals zweifelhaft gewesen ist.“

Der britische Zoologe Richard Dawkins meinte in einem Interview zum gleichen Thema:

„Vielleicht hat er recht. Es scheint tatsächlich so, als kämen viele Menschen ohne Gott nicht aus. Die spannende Frage aber lautet, ob wir wirklich alle einen Gott brauchen. Ich glaube, nicht.“

## Ganz ohne Weiber geht die Chose nicht.
Dies ist ein Lied aus der Operette Die Csárdásfürstin des ungarischen Komponisten Emmerich Kálmán, deren Libretto von Leo Stein und Béla Jenbach stammt:
Ganz ohne Weiber geht die Chose nicht

Ganz ohne Sonne blüht die Rose nicht!

Drum will ich nichts verschwören,

Will, Mädels, euch gehören! –

Schuft, wer sein Wort jetzt noch bricht!
Die Handlung der Operette spielt in Budapest und Wien, unmittelbar vor dem Ausbruch des Ersten Weltkriegs. Kavaliere stellen in diesem Bühnenstück affektiertes Verhalten zur Schau und sehen den Sinn ihres Lebens darin, das Vermögen der adeligen Familie aufzubrauchen.
Der Titel wird heute in der Umgangssprache im Sinne von „ganz ohne Frauen geht es eben doch nicht“ gebraucht.

## Gast auf Erden
Die biblische Erkenntnis nur „Gast auf Erden“ und damit sterblich zu sein, geht auf Psalm 119 Vers 19 () zurück, in dem es heißt:

„Ich bin nur Gast auf Erden.“

Der Dichter und Pfarrer Paul Gerhardt nahm diese Worte als Anfang eines Kirchenliedes:
Ich bin ein Gast auf Erden

Und hab hier keinen Stand,

Der Himmel soll mir werden,

Da ist mein Vaterland.
Auch Goethe griff dieses Bild in seinem Gedicht Selige Sehnsucht auf:
Und solang du das nicht hast

Dieses: Stirb und werde!

Bist du nur ein trüber Gast

Auf der dunklen Erde.
Georg Thurmair dichtete 1935:
Wir sind nur Gast auf Erden

und wandern ohne Ruh

mit mancherlei Beschwerden

der ewigen Heimat zu.

## Gazetten dürfen nicht genieret werden.
Mit diesen Worten – dass Zeitungen in ihrer Berichterstattung nicht beeinträchtigt werden sollten – endet, was Kabinettsminister Heinrich Graf von Podewils auf Befehl König Friedrichs II. von Preußen einem Ministerkollegen mit Schreiben vom 5. Juni 1740 ausrichtete:

„Sr. Königl. Mayestät haben mir nach aufgehobener Taffel allergnädigst befohlen des Königl. Etats undt Krieges Ministri H. von Thulemeier Excellenz in höchst Deroselben Nahmen zu eröffnen, daß dem hiesigen Berlinschen Zeitungs Schreiber eine unumschränkte Freyheit gelaßen werden soll in dem articul von Berlin von demjenigen was anizo hieselbst vorgehet zu schreiben was er will, ohne daß solches censiret werden soll, weil, wie höchst Deroselben Worthe waren, ein solches Dieselbe divertiren, dagegen aber auch so denn frembde Ministri sich nicht würden beschwerden können, wenn in den hieisgen Zeitungen hin und wieder Paßagen anzutreffen, so Ihnen misfallen könnten. Ich nahm mir zwar die Freyheit darauff zu regeriren, daß der Rußische Hoff über dieses Sujet sehr pointilleuz wäre, Sr. Königl. Mayestät erwiederten aber daß Gazetten wenn sie interreßant seyn sollten nicht geniret werden müsten […]“

## Geben ist seliger denn Nehmen.
Dieser Spruch geht auf die Apostelgeschichte (Apg 20,35 ) zurück, wo Paulus von Tarsus ihn als Jesu Wort an die Ältesten der Gemeinde von Ephesus weitergibt:

„35 Ich habe es euch alles gezeigt, daß man also arbeiten müsse und die Schwachen aufnehmen und gedenken an das Wort des HERRN Jesus, daß er gesagt hat: ‚Geben ist seliger denn Nehmen!‘“

Dieses Bibelzitat wird häufig zitiert und umgeformt:
Papst Johannes XXIII.
„Gebt, und es wird euch gegeben werden. Wer großherzig ist, wird immer Segen empfangen.“
Mutter Teresa
„Je mehr du gibst, desto mehr empfängst du. Und: Wer mit Freuden gibt, gibt am meisten.“
Scherzhaft gilt das Bibelzitat als Wahlspruch der Boxer.

## Geben Sie Gedankenfreiheit!
Das Zitat „Geben Sie Gedankenfreiheit, Sire!“ stammt aus Schillers Drama Don Carlos, wo der Malteserritter Marquis von Posa die Forderung nach Gedankenfreiheit gegenüber dem spanischen König Philipp II. ausspricht:
Ein Federzug von dieser Hand, und neu

Erschaffen wird die Erde. Geben Sie

Gedankenfreiheit.
In dem Vier-Augen-Gespräch zwischen dem Marquis von Posa und König Philipp sind wohl Schillers eigene Überzeugungen zu einigen politischen Fragen enthalten. Der König schöpft sofort Verdacht, der Marquis sei ein „Protestant“, was dieser aber zurückweist. Er sei ein „Bürger derer, welche kommen werden“, also eigentlich eine Gestalt des späten 18. Jahrhunderts, Schillers Gegenwart. Mit der Demokratie oder einer bürgerlichen Revolution habe er nichts im Sinn. Er träumt von einer Zeit, in der „Bürgerglück […] dann versöhnt mit Fürstengröße wandeln“ werde. „Von Millionen Königen ein König“ solle Philipp werden. Dazu müsse er nur seinen Untertanen „Gedankenfreiheit“ geben.
Als dieses Stück während der Zeit des „Dritten Reichs“ 1937 im Berliner Deutschen Theater gespielt wurde und der Schauspieler Ewald Balser als Marquis Posa auf die Knie fiel und rief: „Geben Sie Gedankenfreiheit!“, erntete er riesigen Beifall, der vier oder fünf Minuten lang anhielt. Dies wurde von vielen als Demonstration gegen das Dritte Reich betrachtet. Aber Joseph Goebbels und der oberste Theaterpolitiker Rainer Schlösser fragten:

„Was ist denn los? Als der ‚Don Carlos‘ uraufgeführt wurde, hat man auch an dieser Stelle geklatscht. Was stört uns das, wenn die Leute immer an dieser Stelle klatschen? Weiterspielen lassen!“

Das Stück wurde daraufhin noch 39 Mal in Berlin aufgeführt und nicht, wie oft kolportiert wurde, gleich vom Spielplan abgesetzt.

## Gedanken sind zollfrei.
Das bereits von Martin Luther in seiner Schrift Von weltlicher Obrigkeit aufgeführte Sprichwort geht auf den römischen Juristen Domitius Ulpianus zurück, in dessen Digesten des Corpus Juris Civilis es heißt:

“Cogitationis poenam nemo patitur.”

„Für seine Gedanken wird niemand bestraft.“

Im Römischen Recht selbst (und auch für die Juristen des Mittelalters, die sich mit der Ulpian-Stelle befassten) bestand allerdings keine Verbindung mit der Idee einer Gedankenfreiheit: Die Funktion dieses Fragments aus den Digesten beschränkte sich auf die strafrechtliche Versuchslehre und gab insbesondere Anlass, zwischen cogitare (Denken), agere (Handeln) und perficere (Vollenden) zu differenzieren.

## Gefahr im Verzuge
Diese Wendung stammt aus den Schriften des römischen Historikers Titus Livius, der in seiner Römischen Geschichte zum Verhalten in einer Schlacht schreibt:

“Cum iam plus in mora periculi quam in ordinibus conservandis praesidii esset, omnes passim in fugam effusi sunt.”

„Als schon mehr Gefahr im Verzuge, als Hilfe im Aufrechterhalten der Heeresordnung lag, strömten alle in planloser Flucht auseinander.“

Gefahr im Verzug (GiV) ist ein Begriff aus dem Verfahrensrecht. In der deutschen Systematik der verfahrensrechtlichen Zuständigkeit stellt sie einen Unterfall der Eilzuständigkeit dar. Sie liegt vor, wenn ein Zuwarten auf die Entscheidung der zuständigen Behörde oder des zuständigen Gerichts in Anbetracht der Dringlichkeit einer Sachlage nicht oder nicht rechtzeitig möglich ist.
Mit der Formel Periculum in mora – dépèchez-vous! („Gefahr bei Zögern! Beeilen Sie sich!“) alarmierte am 18. September 1862 Albrecht von Roon in einem berühmt gewordenen Telegramm den preußischen Botschafter in Frankreich, Otto von Bismarck, schleunigst aus Paris nach Berlin zurückzukehren. Dieser folgte sofort und wurde preußischer Ministerpräsident – der Beginn seiner Karriere als Staatslenker.

## Gefährlich ist’s den Leu zu wecken.
Friedrich Schiller thematisiert in seinem Lied von der Glocke die Französische Revolution von 1789 und kritisiert die unmenschlichen jakobinischen Exzesse,
Gefährlich ists den Leu zu wecken,

Verderblich ist des Tigers Zahn,

Jedoch der schrecklichste der Schrecken

Das ist der Mensch in seinem Wahn.
„Leu“ ist ein altes Wort für Löwe. In der Süddeutschen Zeitung hieß es unter der Überschrift Auf diese Phrasen können Sie bauen:

„In den gemäßigten Breiten, in denen unsere Klassiker lebten und webten, war damals der Leu allenfalls als Wappentier ein Begriff, und wer sich des Tigers vergewissern wollte, der musste im Buffon nachschlagen. Umso numinoser folglich Gefahr und Schrecken, die sich beiden Raubtieren andichten ließen. Derlei mutet heute, da Leu und Tiger längst den Steiff-Knopf im Ohr tragen und zu Kuscheltieren im Kinderzimmer geworden sind, nur noch verwegen oder lächerlich an.“

Schillers bekannter Satz wird oft parodiert wie zum Beispiel folgendermaßen:

„Gefährlich ist’s, den Leu zu wecken,
den Kopf in seinen Mund zu stecken.“

Oder:

„Gefährlich ist’s den Leu zu wecken,
gefährlicher der Zahn der Zeit.“

## Gefallener Engel

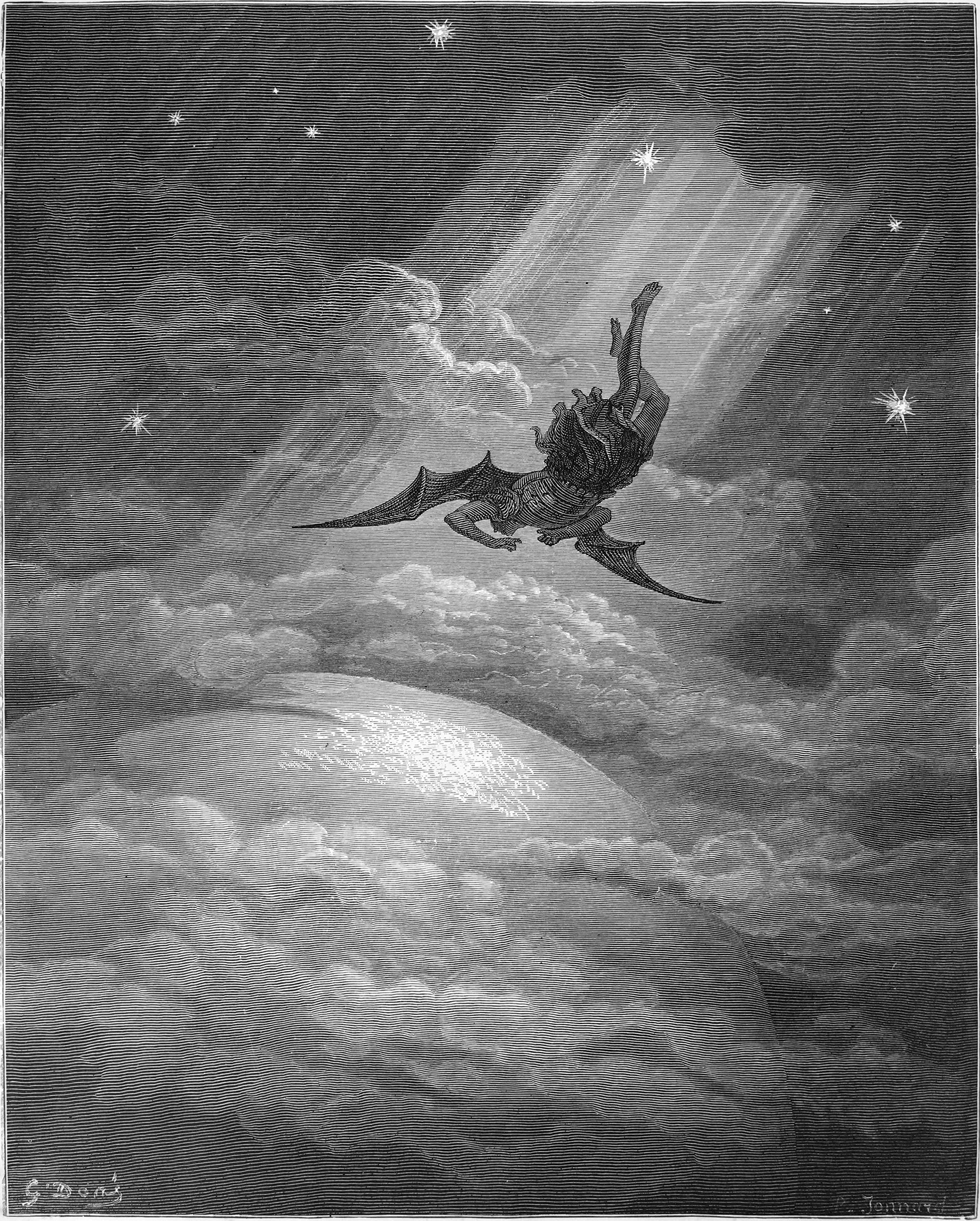
Gustave Dorés Darstellung des Engelssturzes

In der Offenbarung des Johannes (12,7–9) wird der Sturz der Engel, die sich gegen Gott erhoben hatten, geschildert. Auf diese Bibelstelle und eine Stelle im Evangelium nach Lukas (10,18) („Ich sah wohl den Satanas vom Himmel fallen“) geht die Vorstellung vom Teufel als „gefallenem Engel“ zurück.
Der Höllensturz, auch Engel(s)sturz genannt, ist ein zentrales Motiv sowohl der christlichen als auch der jüdischen und islamischen Eschatologie sowie der christlich-abendländischen Kunst. In allen drei großen monotheistischen Weltreligionen ist die Vorstellung eines abtrünnigen Engels verbreitet. Der Engel wird für seine Auflehnung mit der Vertreibung aus dem Himmel durch Gott und seine übrigen Engel bestraft.

## Gegen Angriffe kann man sich wehren, gegen Lob ist man machtlos.
So zitierte Bundespräsident Johannes Rau in seiner Rede beim 52. Hochschulverbandstag in Koblenz am 8. April 2002 den Begründer der Psychoanalyse Sigmund Freud. Allerdings hatte dieser sich in seinem Brief an Marie Bonaparte vom 10. Mai 1926 ein wenig anders ausgedrückt:
„wenn mich jemand beschimpft, kann ich mich verteidigen; wenn mich aber jemand lobt, bin ich wehrlos.“

## Gegen Demokraten helfen nur Soldaten!
„Gegen Demokraten helfen nur Soldaten“ sind die Schlussworte des Spottgedichts Die fünfte Zunft aus dem Revolutionsjahr 1848, das vollständig in dem Artikel über seinen Autor Wilhelm von Merckel wiedergegeben ist.

## Gegen Windmühlen kämpfen

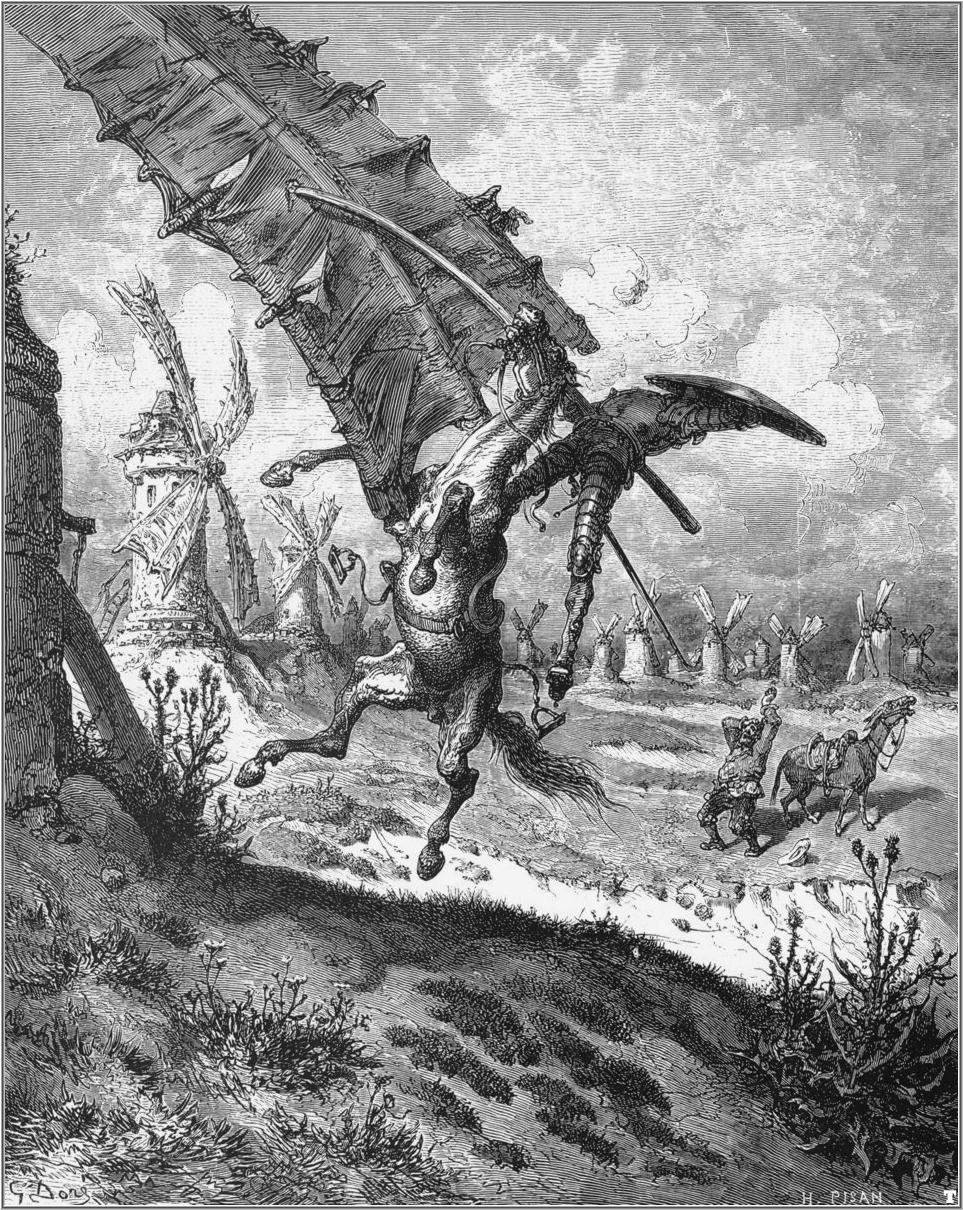
Gustave Doré: Don Quijote reitet gegen Windmühlen

Im Roman Don Quijote von Miguel de Cervantes glaubt der Romanheld in Windmühlen lebende Feinde zu erkennen, reitet gegen diese an und fällt von einem Windmühlenflügel getroffen vom Pferd. Sinnbildlich stellt die Windmühle einen übermächtigen, unbezwingbaren Gegner dar, wider den zu kämpfen nur Verluste einbringt. Alternativ kann die Windmühle einen unveränderlichen Zustand oder abstrakt höhere Gewalt bedeuten, gegen die sich ebenfalls keine Form von Widerstand lohnt. Im Kampf gegen Windmühlen liegt eine Besessenheit, die keinen Gedanken hinsichtlich eines möglichen Scheiterns zulässt, genauso wenig stellt sich die Sinnfrage bei diesem völlig aussichtslosen Unterfangen.

## Geh aus mein Herz und suche Freud!

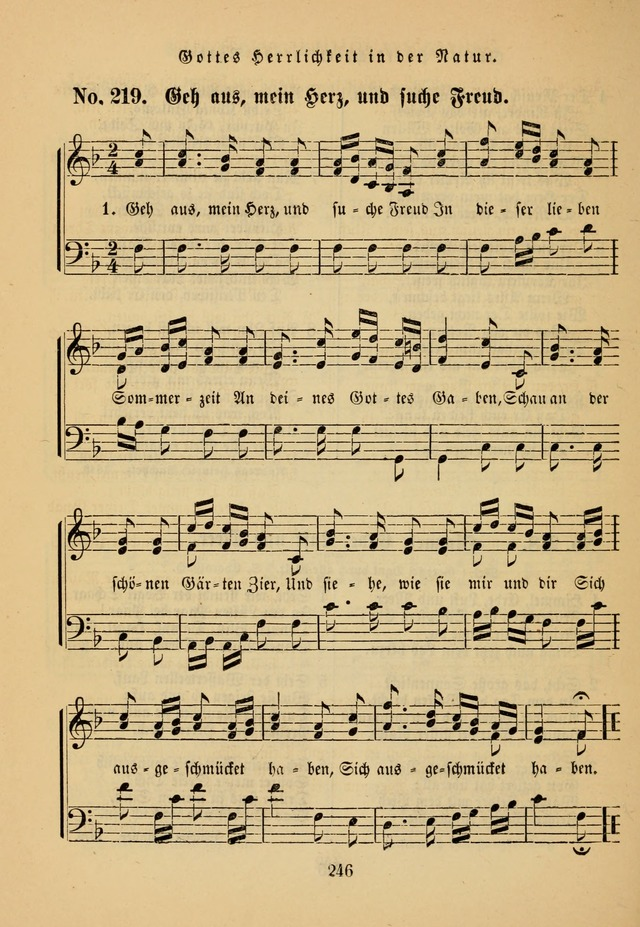
Melodie und dreistimmiger Satz im Sonntagschulbuch für Evangelisch-Lutherische Gemeinden, Philadelphia 1876

Dies ist der Anfang des bald zum Volkslied gewordenen Sommergesangs des evangelischen Theologen und Kirchenlieddichters Paul Gerhardt:
Geh aus mein Herz und suche Freud

In dieser schönen Sommerzeit

An deines Gottes Gaben

Schau an der schönen Gärten Zier

Und siehe wie sie mir und dir

Sich ausgeschmücket haben
In diesem Lied schildert Gerhardt das sommerlich blühende Land; Regentage und Sonnenschein, Erdenleid und Erdenglück. Er singt das Lob der Hausfrau; er tritt aber auch zu den Eltern am Grabe ihres Kindes oder lässt das verstorbene Kind zu seinen Eltern sprechen.
Das Lied blieb auf den evangelischen Bereich beschränkt – obwohl es hierfür keinen theologischen Grund gibt. Freilich wird es mittlerweile auch von Katholiken gesungen, besonders bei Trauungen, die im Sommer stattfinden.

## Geh hin, wo der Pfeffer wächst
Mit dieser Redewendung wünscht man einen unangenehmen Zeitgenossen an einen möglichst weit entfernten Ort. Sie entstand zu Zeiten, als der Seeweg nach Indien entdeckt wurde und ein reicher Handel mit Gewürzen, insbesondere Pfeffer, entstand.

## Geh mir aus der Sonne!

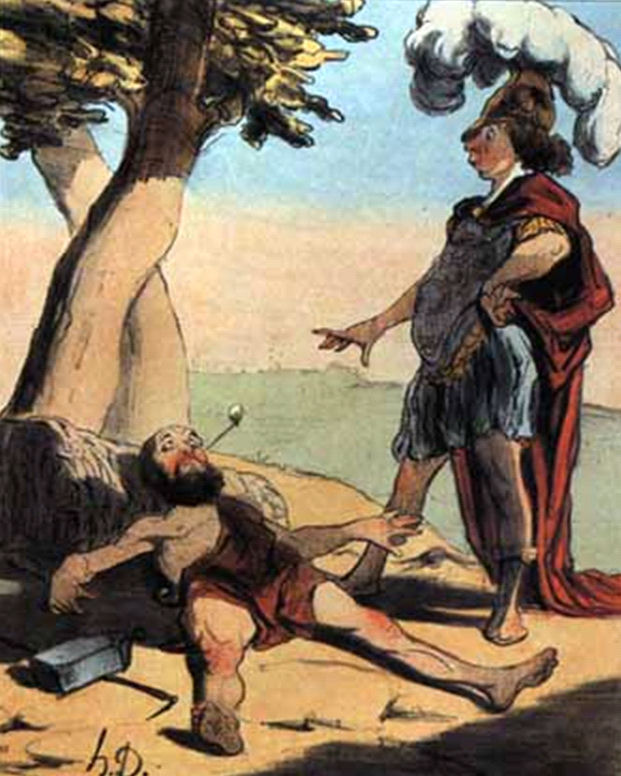
Honoré Daumier: Diogenes und Alexander

„Geh mir aus der Sonne.“ ist ein Diogenes von Sinope zugeschriebener Ausspruch gegenüber Alexander dem Großen. Alexander, gerade zum obersten Feldherrn gewählt, suchte Diogenes auf und fragte, ob er etwas für ihn tun könne.
antwortete der Weise. Von dieser Bedürfnislosigkeit tief beeindruckt, bemerkte Alexander anschließend zu seinen Begleitern:

«Εἰ μὴ Ἀλέξανδρος ἤμην, Διογένης ἂν ἤμην.»

„Ei mē Alexandros ēmēn, Diogenēs an ēmēn.“

„Wäre ich nicht Alexander, wollte ich Diogenes sein.“

## Gehabte Schmerzen, die hab ich gern.

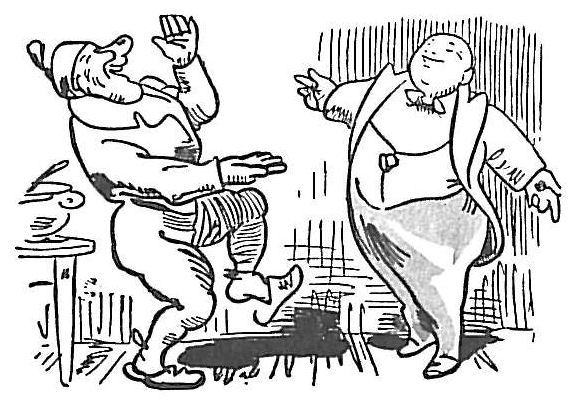
„Heißa! Meine Frau ist tot!!“

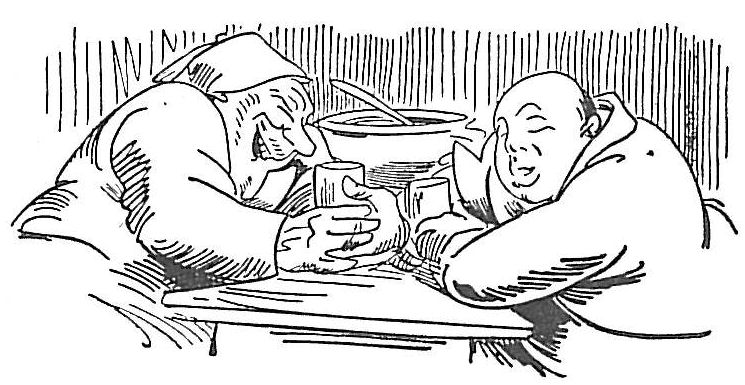
„Gehabte Schmerzen
Die hab ich gern.“

Dieses Zitat stammt aus der Bildergeschichte Abenteuer eines Junggesellen von Wilhelm Busch und wird oft im Zusammenhang mit Schmerzbekämpfung zitiert. Im ersten Teil der Knopp-Trilogie sagt Knopps alter Freund Sauerbrot, dessen Frau gerade gestorben ist und aufgebahrt im Nebenzimmer liegt:
„Heißa!!“ rufet Sauerbrot –

„Heißa! Meine Frau ist tot!!

Hier in diesem Seitenzimmer

Ruhet sie bei Kerzenschimmer.

Heute stört sie uns nicht mehr,

Also, Alter setz dich her,

Nimm das Glas und stoße an,

Werde niemals Ehemann,

Denn als solcher, kann man sagen,

Muß man viel Verdruß ertragen.“
Weiter heißt es:
Es schwellen die Herzen,

Es blinkt der Stern.

Gehabte Schmerzen

Die hab ich gern.
Doch bald darauf zeigt sich seine Frau wieder als Lebende und Sauerbrot selbst fällt tot um.
(Starr vor Schreck fällt Sauerbrod, und nun ist er selber tot …)

## Gehe nie zu deinem Ferscht, wenn du nicht gerufen werscht.
Dieser Vers stand 1898 in einem Supplement zum Berliner Tageblatt, dem Illustrierten Wochenblatt für Humor und Satire:

„Gehe nicht zu einem Ferscht,

Wenn du nicht gerufen werscht.“

„Gehe nie zu deinem Fürst, wenn du nicht gerufen wirst.“

Der Satz wird auch heute noch als Mahnung zitiert, die Nähe des Vorgesetzten lieber zu meiden.

## Geh’n Sie mit der Konjunktur!
Mit dieser Aufforderung beginnt der Refrain des Konjunktur-Cha-Cha, der 1961 in Deutschland zur Zeit des Wirtschaftswunders in einer Aufnahme des Hazy-Osterwald-Sextetts als Schallplatte herauskam. Komponist war der französische Musiker Paul Durand (1907–1977); den Text schrieb Kurt Feltz.
Geh’n Sie mit der Konjunktur (geh’n Se mit, geh’n Se mit!),

geh’n Sie mit auf diese Tour (geh’n Se mit, geh’n Se mit!),

nehm’n Sie sich

Ihr Teil, sonst schäm’n Sie sich,

und später geh’n Sie nich'

zum großen Festbankett.

…

Geld, 

das ist auf dieser Welt 

der einz’ge Kitt, der hält,

wenn man davon genügend hat.

## Geistig-moralische Wende
Das Schlagwort von der geistig-moralischen Wende, das vom CDU-Politiker Helmut Kohl ausgegeben wurde, war auch in einem Koalitionspapier enthalten, in dem Kohl eine „geistig-moralische Wende“ versprach.
Im Bundestagswahlkampf 1980 hatte Kohl bereits von der Notwendigkeit einer „geistig-moralischen Wende“ gesprochen und sich damit vom damaligen Bundeskanzler Helmut Schmidt abgegrenzt, dem er eine Kapitulation vor dem Zeitgeist vorhielt.

## Geiz ist geil.

Saturn-Logo mit Slogan

Geiz ist geil war ein Werbeslogan der Elektronikhandelskette Saturn in Deutschland und Österreich. Er wurde 2003 im Rahmen einer Werbekampagne in Printmedien, im Rundfunk und im Fernsehen eingesetzt. Geschaffen wurde der Slogan von Constantin Kaloff von der Hamburger Werbeagentur Jung von Matt. Die Melodie des Werbesongs basiert auf dem Nummer-1-Hit Geil des britischen Popduos Bruce & Bongo aus dem Jahr 1986. Dieser beginnt mit den folgenden Worten:
The discjockey’s geil g-g-g-g-geil the discjockey’s geil g-g-g-g-geil

I said the discjockey’s geil g-g-geil g-g-geil

everybody’s geil g-g-g-g-geil everybody’s geil g-g-g-g-geil

I said everybody’s geil g-g-geil g-g-geil
Obwohl die Werbung in Deutschland selbst nicht als ausgesprochen originell wahrgenommen wurde, erzielte sie große Aufmerksamkeit. Der Slogan wurde im Jahr 2004 zum Gegenstand öffentlicher Diskussion, da er einen Teil des deutschen Zeitgeistes widerspiegelte.
Die Kampagne wurde in Deutschland im Oktober 2007 beendet; in Österreich wird der Slogan weiterhin verwendet.

## Geld regiert die Welt.
Diese sprichwörtliche Redensart findet sich bereits in Georg Henischs 1616 gedrucktem Wörterbuch Teütsche Sprach und Weißheit und in ähnlicher Form in der Oper Margarete von Charles Gounod, wo es im Rondo vom goldenen Kalb heißt:
Ja, das Gold regiert die Welt.

Sie baut Throne,

Gott zum Hohne,

der Macht, die sie gefesselt hält.

## Geld schießt keine Tore.
Mit diesen Worten übte der Fußballtrainer Otto Rehhagel Kritik an dem geplanten Transfer des Spielers Ciriaco Sforza:

„Auch nachdem bekannt wurde, daß der italienische Erstligaklub bis zu 20 Millionen Mark für den Schweizer Nationalspieler bieten will, lehnte Otto Rehhagel kategorisch ab und sagte: ‚Geld schießt keine Tore. Sforza ist unser bester Spieler. Wenn am Ende der Saison einer sagt, er kann in Mailand auf seiner Lieblingsposition spielen, dann gratuliere ich ihm. Aber jetzt geht keiner.‘“

## Geld stinkt nicht.
„Geld stinkt nicht“ (Pecunia non olet) ist der bekannte Ausspruch des Kaisers Vespasian, als ihn sein Sohn Titus wegen einer auf Bedürfnisanstalten gelegten Steuer getadelt hatte.
Urin wurde als Mittel für die Ledergerbung und als Wäschereinigungsmittel eingesetzt. So wurden in Rom an belebten Straßen amphorenartige Latrinen aufgestellt, um den Urin einzusammeln, der von den Gerbern und Wäschern benötigt wurde. Um die Staatskassen zu füllen, erhob Kaiser Vespasian auf diese öffentlichen Toiletten eine Latrinensteuer. Von seinem Sohn Titus darauf angesprochen, soll er ihm Geld aus den ersten Einnahmen unter die Nase gehalten und gefragt haben, ob der Geruch ihn störe; als der verneinte, habe er geantwortet: „Atqui e lotio est“ (Und doch kommt es vom Urin). Die Redewendung hat sich bis heute gehalten, um den Besitz oder Erwerb von Geld aus unsauberen Einnahmequellen zu rechtfertigen. Die öffentlichen Toiletten in Paris heißen noch heute „Vespasienne“.

## Gelegenheit macht Diebe.
Dieser Satz entspricht dem englischen „opportunity makes a thief“ in Francis Bacons Brief von 1598 an den Earl of Essex.
In Goethes Westöstlichem Diwan beginnt Hatems Liebeswerbung um Suleika mit den Worten:
Nicht Gelegenheit macht Diebe,
Sie selbst ist der größte Dieb;
Denn sie stahl den Rest der Liebe,
Die mir noch im Herzen blieb.
Gioachino Rossinis Operneinakter L’occasione fa il ladro nach Eugène Scribes Le prétendu par hasard, ou L’occasion fait le larron  erlebte 1812 in Venedig ihre Uraufführung.
Oft wird dieser Satz auch in Abwandlungen verwendet, wie zum Beispiel:
- „Gelegenheit macht Liebe.“
- „Gelegenheit sucht Diebe.“

## Geliebt wirst du einzig, wo du schwach dich zeigen darfst, ohne Stärke zu provozieren.
Dieser bekannte Aphorismus stammt aus den Minima Moralia des Philosophen Theodor W. Adorno, der das „Menschenrecht, von der Geliebten geliebt zu werden“ einfordert.
Zu diesem Zitat schreibt Martin Blumentritt:

„Die Zuordnung der Seite der Stärke zum Männlichen, die des Schwachen zum Weiblichen dürfte dem gesellschaftlichen Vorurteil entsprechen, allerdings läßt sich leicht erkennen, daß dies in der Liebe gerade durchbrochen wird.“

## Gelobt sei, was hart macht.
Diese Wendung stammt aus Friedrich Nietzsches Werk Also sprach Zarathustra, in dem sich der Prophet Zarathustra bei einem beschwerlichen Aufstieg mit diesen Worten Mut macht:

„Als nun Zarathustra so den Berg hinanstieg, gedachte er unterwegs des vielen einsamen Wanderns von Jugend an, und wie viele Berge und Rücken und Gipfel er schon gestiegen sei. Ich bin ein Wanderer und ein Bergsteiger, sagte er zu seinem Herzen, ich liebe die Ebenen nicht, und es scheint, ich kann nicht lange still sitzen.“

Einige Absätze weiter unten heißt es dann:

„Jetzt muss das Mildeste an dir noch zum Härtesten werden. Wer sich stets viel geschont hat, der kränkelt zuletzt an seiner vielen Schonung. Gelobt sei, was hart macht! Ich lobe das Land nicht, wo Butter und Honig – fließt!“

Verwendet man dieses Zitat heute im Alltagsgebrauch, will man oft zum Ausdruck bringen, dass es von Vorteil ist, sich belastenden Situationen auszusetzen.

## Gemeinnutz geht vor Eigennutz.
Diese Maxime stammt von dem französischen Staatstheoretiker Charles de Secondat, Baron de Montesquieu, der in seinem Hauptwerk Vom Geist der Gesetze schrieb:

« Le bien particulier doit céder au bien public. »

„Das Wohl des Einzelnen muss dem öffentlichen Wohl weichen.“

Der Slogan wurde auch von den Nationalsozialisten verwendet, die ihn 1920 in ihr Parteiprogramm aufnahmen. Gemeinnutz geht vor Eigennutz war ab 1933 auf Schauseiten oder dem Münzrand einiger Reichsmarkmünzen eingeprägt.

## Gemeinsames Haus Europa
Diese politische Metapher wurde von Michail Gorbatschow zu einem sprachlichen Instrument in der Bemühung um Abrüstung und Vertrauensbildung zwischen den Blöcken ausgeweitet. Gorbatschow gibt an, diese Metapher in seiner Prager Rede am 10. April 1987 zum ersten Mal benutzt zu haben. In seinem Buch Perestroika. Die zweite russische Revolution widmet er dem Gemeinsamen Haus Europa ein ganzes Kapitel.
Der Terminus vom Gemeinsamen Haus tauchte Anfang der 1980er Jahre schon einmal bei Leonid Breschnew auf, dem der außenpolitische Experte des ZK der KPdSU diese Worte in die Rede geschrieben hatte.

## Generation Golf

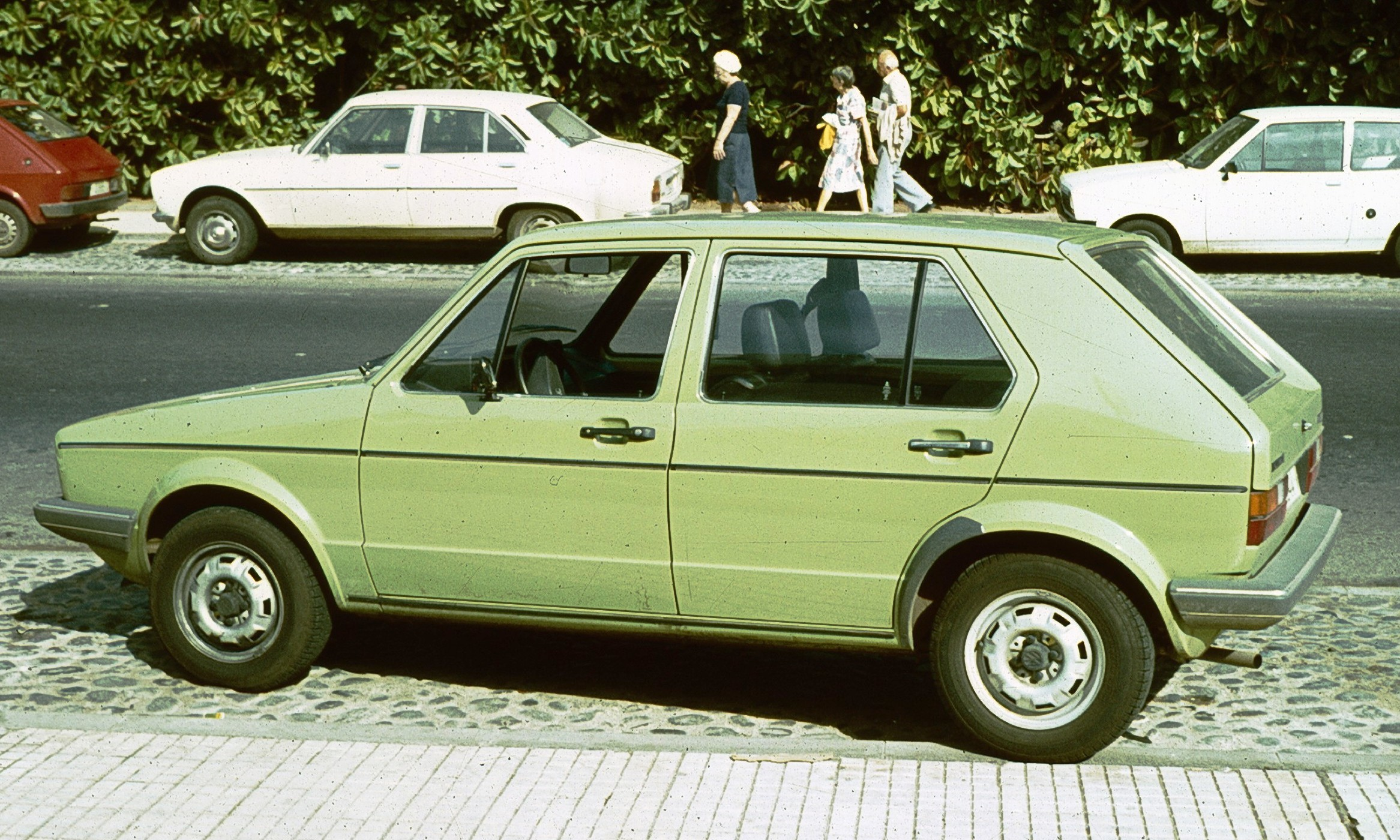
Golf I

Generation Golf war ein Bestseller des Journalisten Florian Illies, in dem dieser ein kritisches Bild seiner eigenen, um 1970 geborenen Generation entwirft. Sein Fazit ist, dass es sich bei seiner Generation um eine unkritische, politisch desinteressierte und nach Konsum strebende „Ego-Gesellschaft“ handelt. Namensgebend ist der Golf von Volkswagen: Er stellt das Markenprodukt dar.
In einem Interview mit Günter Gaus sagt Illies:

„Der Auslöser, ‚Generation Golf‘ zu schreiben, vor vier Jahren, das war ein kollektives Gefühl. Und es war die Abgrenzung zu meinen zehn Jahre älteren Geschwistern.“

## Generation Praktikum
Die Generation Praktikum steht seit den 1990er Jahren für ein von vielen als negativ empfundenes Lebensgefühl der jüngeren Generation, die vermehrt unbezahlten oder minderbezahlten Tätigkeiten nachgehen muss. Junge Akademiker überbrücken potentielle Lücken im Lebenslauf, indem sie eine Praktikantenstelle nach der anderen annehmen. Zum ersten Mal hatte der Zeit-Autor Matthias Stolz Anfang 2005 einen Artikel so überschrieben.

## Generation X
Die Generation X bezeichnet die in den 1960er und 1970er Jahren geborene Generation. Der Begriff geht zurück auf einen 1991 erschienenen Episodenroman des Kanadiers Douglas Coupland (Generation X – Geschichten für eine immer schneller werdende Kultur).
Nach Couplands Einschätzung ist für diese Generation charakteristisch, dass sie sich erstmals ohne Kriegseinwirkung mit weniger Wohlstand und ökonomischer Sicherheit begnügen muss als die Elterngenerationen. „Der Roman erzählt Geschichten von der Katerstimmung im Amerika nach der auf Pump veranstalteten letzten großen Sause unter Reagan und Bush“. Es ist laut Newsweek eine Generation mit „zu vielen Fernsehern und zu wenig Arbeit“.

## Genie ist ein Prozent Inspiration und neunundneunzig Prozent Transpiration.
In der US-Zeitschrift Harpers Monthly wird der Erfinder Thomas Alva Edison 1930 mit folgenden Worten zitiert:

“Genius is one per cent inspiration, ninety-nine per cent perspiration.”

Im Englischen ist dieses Wortspiel deutlicher erkennbar, da im Deutschen das Wort Transpiration für „Schwitzen“ weniger gebräuchlich ist.
Dem deutschen Erfinder Rudolf Diesel wird die folgende Feststellung zugeschrieben:

„Von 100 Genies gehen 99 unentdeckt zu Grunde.“

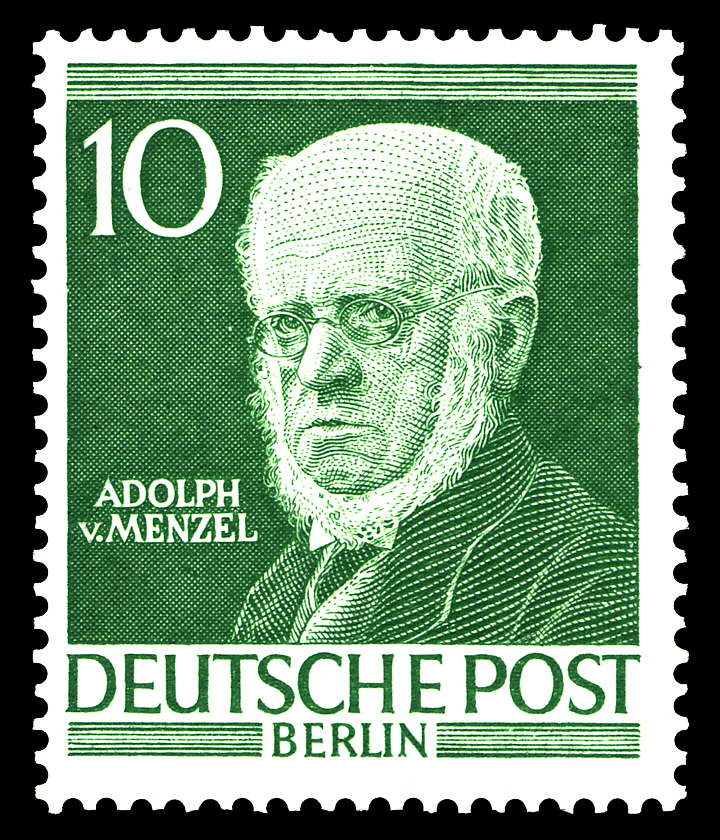
Adolph Menzel

## Genie ist Fleiß.
Diese Einsicht formulierte Theodor Fontane in seinem Distichon Unter ein Bildnis Adolf Menzels, das er dem Maler zu dessen 80. Geburtstag 1895 widmete:
Gaben, wer hätte sie nicht? Talente – Spielzeug für Kinder,

Erst der Ernst macht den Mann, erst der Fleiß das Genie.
Fontane und Menzel waren Mitglieder im literarischen Verein Tunnel über der Spree. Menzels typische Charaktereigenschaften waren Pflichtbewusstsein, Fleiß und Selbstdisziplin. Er besuchte für ein halbes Jahr die Berliner Akademie der Künste und bildete sich danach autodidaktisch weiter.

## Genius loci
Der lateinische Ausdruck Genius loci (Schutzgeist eines Ortes) bezeichnete ursprünglich in der römischen Mythologie den Schutzgeist eines Tempels oder heiligen Ortes, der häufig in Form einer Schlange dargestellt wurde.
Der Ausdruck stammt aus Vergils Epos Aeneis, wo es im lateinischen Originaltext heißt:
Sic deinde effatus frondenti tempora ramo

implicat et geniumque loci primamque deorum

Tellurem Nymphasque et adhuc ignota precatur

flumina, tum Noctem Noctisque orientia signa

Idaeumque Iouem Phrygiamque ex ordine matrem.
Sofort nach seiner Ankunft in Latium betet Aeneas zum Genius loci, der Tellus und den Nymphen sowie zu den Flussgottheiten.

## Genug des grausamen Spiels!
In Friedrich Schillers Gedicht Der Taucher bittet die Königstochter ihren Vater, den Wagemut des tapferen Knappen nicht ein zweites Mal auf die Probe zu stellen:
Das hörte die Tochter mit weichem Gefühl,

Und mit schmeichelndem Munde sie fleht:

Laßt Vater genug seyn das grausame Spiel,

Er hat euch bestanden, was keiner besteht,

Und könnt ihr des Herzens Gelüsten nicht zähmen,

So mögen die Ritter den Knappen beschämen.
Doch der König wirft den Becher abermals ins Wasser und führt dadurch den Tod des Tauchers herbei.

## Gern hab ich die Frauen geküsst.
Dies ist der Titel eines Schlagers, den Richard Tauber und Hubert von Goisern bekannt machten. Das Lied stammt aus der Operette Paganini von Franz Lehár, Text von Paul Knepler und Bela Jenbach. Der Refrain lautet folgendermaßen:
Gern hab ich die Frau’n geküßt

hab nie gefragt

ob es gestattet ist

Dachte mir

nimm sie dir

Küss sie nur

dazu sind sie ja hier
Gern hab’ ich die Frau’n geküßt ist auch der Titel einer Richard-Tauber-Biografie von Michael Jürgs.

## Gesammeltes Schweigen
Doktor Murkes gesammeltes Schweigen ist der Titel einer Satire von Heinrich Böll aus dem Jahr 1958. Darin wird von einem Hörfunk-Redakteur erzählt, der die Eigenart hat, die aus den Programmen herausgeschnittenen Tonbandabschnitte zu sammeln, auf denen nichts zu hören ist, weil der Sprechende gerade eine Pause macht, um sie sich abends zur Erholung von der Geschwätzigkeit des Mediums vorzuspielen.
Böll entlarvt den Rundfunk und insbesondere dessen Kulturabteilungen als eine Institution, die selbstgefälligen Pseudointellektuellen zu zweifelhaftem Ruhm verhilft.
Gesammeltes Schweigen ist ein Programmtitel von Mehmet Fistik zum Thema 35 Jahre Pantomime in Deutschland. „Stölzls gesammeltes Schweigen“ war 2000 die Überschrift über einen Artikel im Nachrichtenmagazin Der Spiegel zum Berliner Bühnenstreit und dem damaligen Kultursenator Christoph Stölzl.

## Geschichte ist machbar.
Im Jahr 1991 gab Jürgen Miermeister Texte von Rudi Dutschke heraus unter dem Titel Geschichte ist machbar. Texte über das herrschende Falsche und die Radikalität des Friedens.
Dutschke gilt als bekanntester Wortführer der westdeutschen und West-Berliner Studentenbewegung der 1960er Jahre.
Stefan Reinecke schrieb am 11. April 2008 in der tageszeitung unter der Überschrift Warum Dutschke überholt ist:

„Vielleicht war 1968 das letzte Mal, dass viele in aller Unschuld an die große Erzählung glaubten, dass es ‚die Geschichte‘ gibt und dass sie machbar ist. 2008, nach dem Ende des Marxismus und seiner Derivate, sehen wir, dass die große Erzählung selbst Geschichte ist und es viele, parzellierte, kleinteilige, widersprüchliche Geschichten gibt. Utopie ist heute jedenfalls ein Wort für Sonntagsreden, nichts für den Hausgebrauch.“

## Gesetze sind wie Würste, man sollte besser nicht dabei sein, wenn sie gemacht werden.
Das Bonmot wird – auch in der Fassung: „Je weniger die Leute wissen, wie Würste und Gesetze gemacht werden, desto besser schlafen sie!“ – gern Otto von Bismarck zugeschrieben. Es geht jedoch auf den amerikanischen Dichter John Godfrey Saxe (1816–1887) zurück und wird erst seit den 1930er Jahren mit Bismarck in Verbindung gebracht.

## Gestern hams an Willy derschlogn.

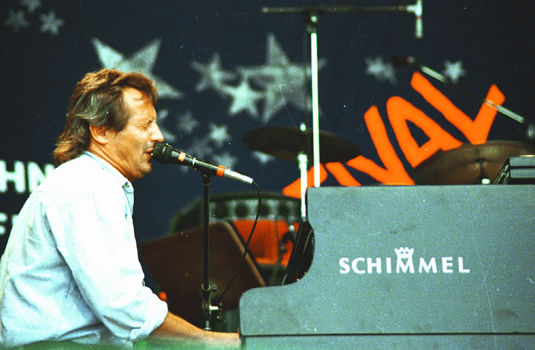
Konstantin Wecker, 1986

Diese bayerischen Worte (Gestern haben sie den Willy erschlagen.) sind der Anfang eines Lieds von Konstantin Wecker aus dem Jahr 1977, das in den späten 1970er Jahren zum Kultlied unter Jugendlichen wurde.
Die Ballade behandelt die Konfrontation der 68er-Bewegung mit den ewig Gestrigen. Wecker erzählt von einem ruhigen Tag in einem Biergarten, der gestört wird durch einen Reaktionär, der das nationalsozialistische Horst-Wessel-Lied anstimmt, das dann auch noch von anderen mitgesungen wird. Willy hält es nicht mehr und er brüllt:

„Halts Mei, Faschist!!“

„Halt’s Maul, Faschist!“

Willy darf sich nun die damals übliche Aufforderung anhören:

„Geh doch in d’ Sowjetunion, Kommunist!“

Es folgt eine Schlägerei, bei der Willy getötet wird.
Der Kabarettist Willy Astor parodierte Weckers Ballade mit dem Lied für Morgenmuffel „Gestern hab ich mein Wecker daschlag’n“.

## Gestern noch auf stolzen Rossen
Dieser Vers stammt aus Wilhelm Hauffs Gedicht Reiters Morgenlied, das mit der folgenden bekannten Versen beginnt:
Morgenrot,

Leuchtest mir zum frühen Tod?

Bald wird die Trompete blasen,

Dann muß ich mein Leben lassen,

Ich und mancher Kamerad!
In der zweiten Strophe heißt es:
Gestern noch auf stolzen Rossen,

Heute durch die Brust geschossen,

Morgen in das kühle Grab!

## Geteilte Freud’ ist doppelte Freude.
Diese Sentenz stammt aus einem Gedicht des Schriftstellers Christoph August Tiedge:
Sei hoch beseligt oder leide,

das Herz bedarf ein zweites Herz.

Geteilte Freud’ ist doppelte Freude,

geteilter Schmerz ist halber Schmerz.
Das Zitat wird auch oft ungenau Cicero oder Seneca zugeschrieben.
Bei Cicero heißt es auf Latein:

“Et secundas res splendidiores facit amicitia et adversas partiens communicansque leviores.”

„Anteilnehmende Freundschaft macht das Glück strahlender und erleichtert das Unglück.“

Bei Seneca heißt es:

“Nullius boni sine socio iucunda possessio est.”

„Ohne Genossen ist kein Glücksbesitz erfreulich.“

## Getrennt marschieren, vereint schlagen
Dieses Zitat geht auf den Militärtheoretiker und zuletzt Chef des Generalstabes Generalfeldmarschall Helmuth von Moltke zurück. Moltke galt als genialer Stratege und war in leitender Verantwortung maßgeblich an der Ausarbeitung der Pläne für den Deutsch-Dänischen Krieg 1864, den Deutschen Krieg gegen Österreich, Sachsen, Hannover und Kurhessen (Preußisch-Österreichischer Krieg) 1866 und den Deutsch-Französischen Krieg 1870/71 beteiligt. Die einfache wie auch problematische Taktik wurde 1866 im Rahmen der entscheidenden Schlacht bei Königgrätz gegen Österreich angewendet und unter diesem Wortlaut populär.

## Getretner Quark wird breit, nicht stark.
Dieser Vers stammt aus dem Buch der Sprüche in Goethes Gedichtsammlung West-östlicher Divan:
Getretner Quark

Wird breit, nicht stark.

Schlägst du ihn aber mit Gewalt

In feste Form, er nimmt Gestalt.

Dergleichen Steine wirst du kennen,

Europäer Pisé sie nennen.
(Pisé, vom französischen Wort piser = stampfen, ist der archäologische Ausdruck für Stampflehm, das bevorzugte Baumaterial im alten Orient.)
Zugrunde liegt dem Zitat wohl das folgende tatarische Sprichwort:

„Wenn der Dreck getreten wird, verbreitet er sich.“

Goethe hat dies wohl aus der orientalen Literatur gekannt. Mit dem Zitat soll ausgedrückt werden, dass etwas, dem die Tiefe fehlt, auch durch großen Aufwand nicht auf ein höheres Niveau gebracht werden kann.
In einem Artikel der Wochenzeitung Die Zeit zum Thema Das Land der Dichter und Dackel heißt es unter der Überschrift Getret’ner Quark:

„Ich habe nichts gegen small talk, bin jedoch dagegen, wenn dieser über ein halbes tausend Seiten ausgewalzt wird. Da sagt schon Goethe (von dem der Verfasser meint, er werde ‚erst durch Champagner erträglich‘): Getretner Quark wird breit, nicht stark.“

## Gewalt geht vor Recht.
Diese Klage gehört zu der Klage des Propheten Habakuk an Gott:

„HERR, wie lange soll ich schreien, und du willst nicht hören? Wie lange soll ich zu dir rufen: »Frevel!«, und du willst nicht helfen? Warum lässt du mich Bosheit sehen und siehst dem Jammer zu? Raub und Frevel sind vor mir; es geht Gewalt vor Recht. Darum ist das Gesetz ohnmächtig, und die rechte Sache kann nie gewinnen; denn der Gottlose übervorteilt den Gerechten; darum ergehen verkehrte Urteile.“

## Gewaltloser Widerstand

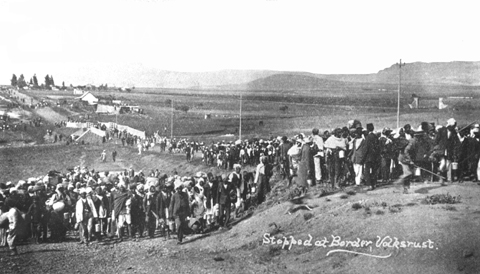
Protestmarsch nach Transvaal, 1913

Der Begriff Gewaltloser Widerstand geht auf den indischen Freiheitskämpfer Mohandas Karamchand Gandhi zurück, der in Südafrika im Kampf um die Rechte der indischen Einwanderer seine Methode des gewaltlosen Widerstands (englisch non-violence) entwickelte.
Nach einem Gesetz, das im Jahr 1913 beschlossen wurde, wurden nur noch christliche Ehen als gültig angesehen. Die Inder waren aufgebracht, denn damit galten ihre Kinder als unehelich. Gandhi ermutigte seine Landsleute zum gewaltlosen Widerstand gegen das Gesetz. Indische Arbeiter streikten, auch die Frauen protestieren. Die Briten reagierten mit Gewalt auf diese Aktionen. Gandhi und seine Anhänger marschierten zur Grenze nach Natal, um eine erneute Massenverhaftung auszulösen.
Der indische Begriff für diese Art gewaltfreier Aktionen ist Satyagraha (Sanskrit: सत्याग्रह satyāgraha).
In seinem 1937 erschienenen Buch An Encyclopaedia of Pacifism gibt Aldous Huxley eine Definition von gewaltlosem Widerstand: „Gewaltloser Widerstand bedeutet nicht Nichtstun. Er bedeutet, die ungeheure Kraftanstrengung zu unternehmen, die nötig ist, um das Böse mit dem Guten zu besiegen. Diese Kraftanstrengung baut nicht auf starke Muskeln und teuflische Waffen: Sie baut auf moralische Tapferkeit, auf Selbstbeherrschung und auf das unvergessliche, zähe Bewusstsein, dass es auf Erden keinen Menschen gibt – so brutal, so persönlich feindselig er auch sei – ohne angeborenes Fundament von Güte, ohne Liebe zur Gerechtigkeit, ohne Achtung vor dem Wahren und Guten; all dies ist für jeden erreichbar, der die geeigneten Mittel verwendet.“

## Gewogen und zu leicht befunden.

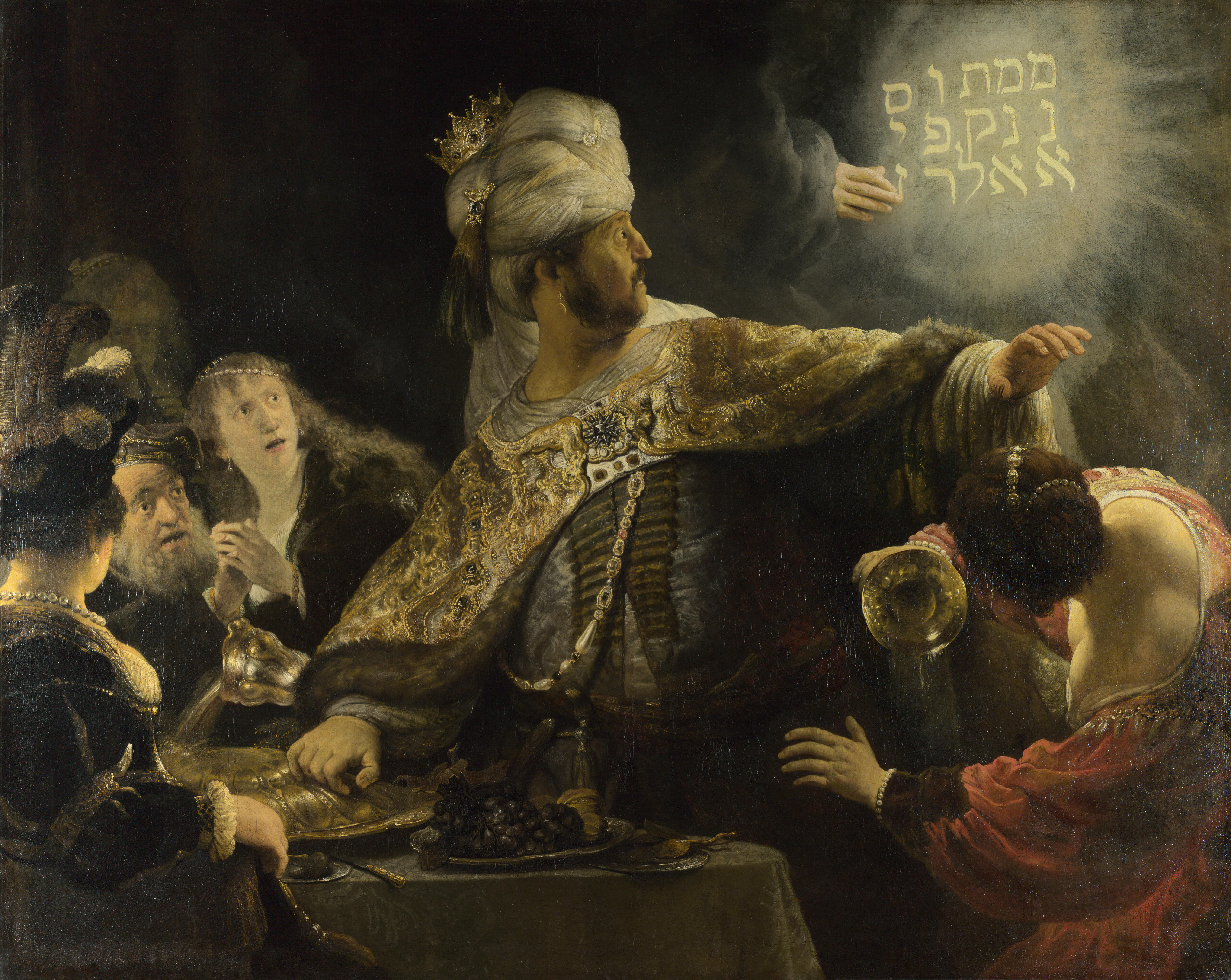
Rembrandts Belsazar mit dem Menetekel an der Wand

Der Begriff Menetekel stammt aus dem biblischen Buch Daniel, in dem geschildert wird, wie König Belsazar ein Festmahl gibt, bei dem er und seine Gäste aus den Gefäßen trinken, die sein Vater Nebukadnezar aus dem Tempel zu Jerusalem geraubt hatte. Plötzlich sieht er an der Wand Finger die folgenden Worte schreiben:

“Mene mene tekel u-parsin.”

Da niemand ihm den Text deuten kann, lässt er Daniel herbeigerufen, der ihm den Untergang seines Reiches prophezeit:

„Man hat dich auf der Waage gewogen und zu leicht befunden.“

König Belsazar starb in der folgenden Nacht.
Die wörtliche Übersetzung des Mene mene tekel aus dem Aramäischen ist unklar. Vermutlich handelt es sich um die Bezeichnung dreier persischer Münzen. Daniel dagegen interpretiert das Orakel mit Hilfe ähnlich klingender aramäischer Verben: gezählt, gewogen und geteilt:
- Gott hat dein Königtum gezählt und beendet
- Du wurdest auf einer Waage gewogen und für zu leicht befunden
- Dein Reich wird geteilt und den Medern und Persern gegeben.

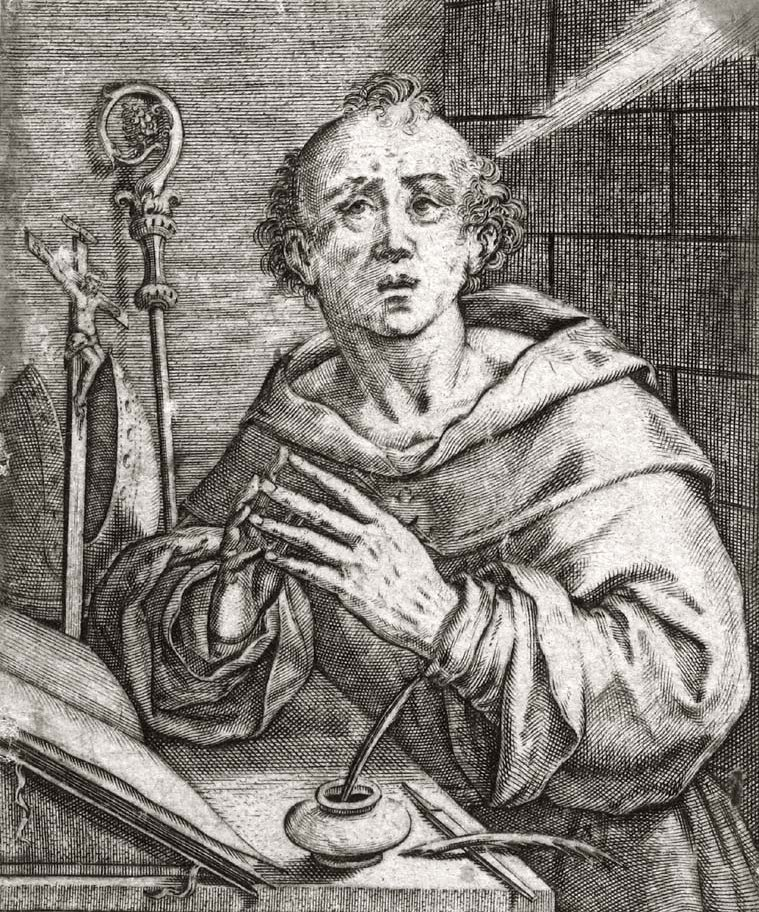
Augustinus von Hippo

## Gib mir Keuschheit und Enthaltsamkeit – aber nicht sofort!
Der Kirchenlehrer Augustinus von Hippo schrieb auf Lateinisch in seinen Confessiones (Bekenntnissen):

“Da mihi castitatem et continentiam, sed noli modo.”

Das große moralische Dilemma des Augustinus war, dass er nicht enthaltsam leben konnte. Er lebte vor seiner Bekehrung 15 Jahre in wilder Ehe mit einer (nicht standesgemäßen) Konkubine, der Mutter seines Sohnes Adeodatus.
In seinen Bekenntnissen schrieb er:

„Schon als Jüngling war ich elend, sehr elend; bei dem Beginn meiner Jünglingsjahre hatte ich dich um Keuschheit gebeten und gesagt: ‚Gib mir Keuschheit und Enthaltsamkeit, doch nicht sogleich!‘ Denn ich fürchtete, du möchtest mich allzu schnell erhören, mich allzu schnell heilen von der Krankheit meiner Lüste, die ich lieber bis zur Hefe genießen als erlöschen wollte. So wandelte ich auf schlimmen Pfaden in gottlosem Aberglauben, zwar nicht davon überzeugt aber ich zog ihn allem andern vor, was ich nicht mit Frömmigkeit suchte, sondern feindlich bekämpfte.“

## Glanz und Elend
Glanz und Elend der Kurtisanen (französisch: Splendeurs et misères des courtisanes) ist ein vierteiliger Roman des Schriftstellers Honoré de Balzac, in dem er die vernichtende Gewalt der Leidenschaft darstellt.
Der Buchtitel wird heute in Abwandlungen zitiert, wenn auf das Nebeneinander von Erfolg und Scheitern angesprochen werden soll, wie zum Beispiel:
- „E-Learning: Glanz und Elend an Hochschulen“
- „Indien: Land zwischen Glanz und Elend“
- „Glanz und Elend des Mittelalters“

## Glaube, Hoffnung und Liebe

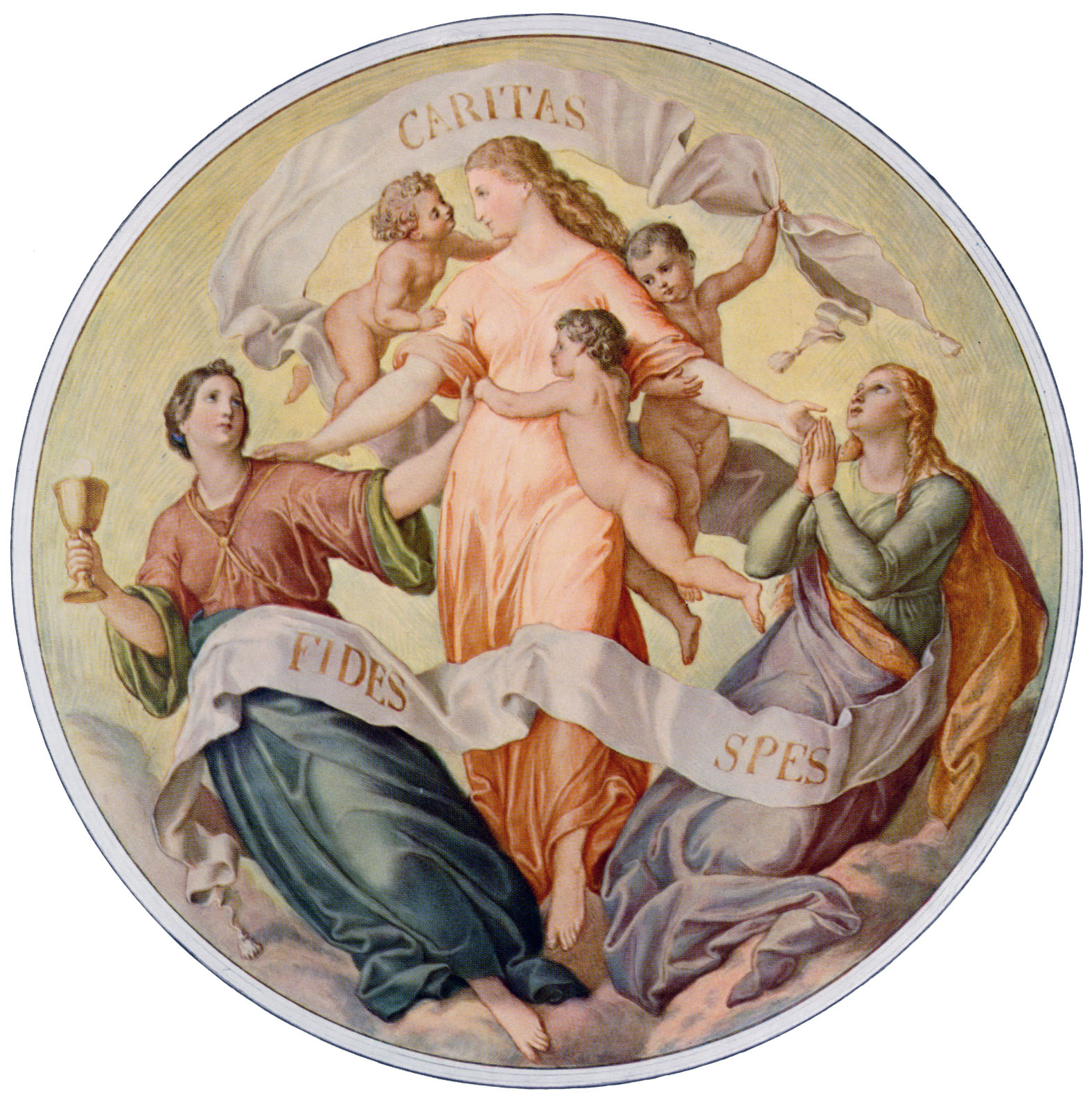
Julius Schnorr von Carolsfeld: Glaube, Liebe, Hoffnung

Glaube, Hoffnung und Liebe sind die christlichen Tugenden, die im 1. Korintherbrief des Apostels Paulus aufgeführt werden:

„Nun aber bleiben Glaube, Hoffnung, Liebe, diese drei, am größten jedoch unter ihnen ist die Liebe.“

Diese drei Kardinaltugenden werden folgendermaßen symbolisch dargestellt

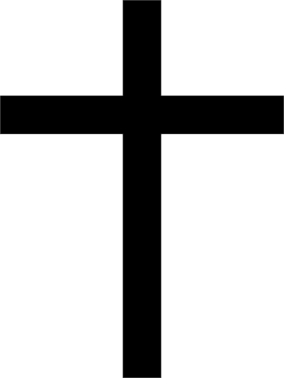
Glaube Kreuz als Sinnbild von Jesu Tod am Kreuz
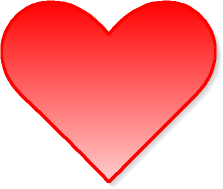
Liebe dargestellt durch ein Herz
Hoffnung symbolisiert durch einen Anker

Eine Legende erzählt, dass die vornehme christliche Witwe Sophia von Mailand ihre Habe an die Armen verteilte und mit ihren Töchtern Fides, Spes und Caritas von Mailand nach Rom reiste, um dort den Märtyrertod zu sterben.
Glaube, Hoffnung und Liebe ist ein Gedicht von Christoph Johann Anton Kuffner, das Franz Schubert 1828 vertonte. Es beginnt mit folgender Strophe:
Glaube, hoffe, liebe!

Hältst du treu an diesen Dreien,

Wirst du nie dich selbst entzweien,

Wird dein Himmel nimmer trübe.

## Gleiches mit Gleichem vergelten
Diese Redewendung findet sich bereits im Lustspiel Mercator (Der Kaufmann) des römischen Komödiendichters Plautus, in dem Vater und Sohn um dasselbe Mädchen werben. Dort heißt es:

“ut pur pari respondeas”

„um Gleiches mit Gleichem zu vergelten“

Das entspricht dem mosaischen Rechtsgrundsatz „Auge um Auge, Zahn um Zahn“.

## Glotzt nicht so romantisch!
„Glotzt nicht so romantisch!“ war ein Leitspruch des Dramatikers Bertolt Brecht. Es war eine Aufforderung an die Zuschauer, die Identifikation mit Schauspieler und Rolle zu durchbrechen. Zu diesem Zweck schuf Brecht auch den sogenannten Verfremdungseffekt, durch den die Handlung durch Kommentare oder Lieder so unterbrochen wird, dass beim Zuschauer die Illusion zerstört wird und er eine kritische Distanz zum Dargestellten einnehmen kann.
Bei der Uraufführung des Theaterstücks Trommeln in der Nacht um den Kriegsheimkehrer Kragler im Jahr 1922 ließ Brecht Szenenanweisungen durch Schauspieler Richtung Publikum halten; bei einer Liebesszene lautete sie: „Glotzt nicht so romantisch!“
Brecht wünschte sich kritische und nachdenkliche Zuschauer. Sie sollten weniger staunen und mehr die Welt begreifen. Für Romantik sah Brecht keinen Platz. Den Zuschauern sollte immer bewusst sein, dass sie ein Theaterstück und keine Realität betrachteten. Nicht die Gefühle der Protagonisten sollte im Mittelpunkt stehen, sondern die Handlung, denn Brecht verfolgte mit seinen Lehrstücken pädagogische Absichten. Er wollte nachdenklich machen.

## Glück auf!

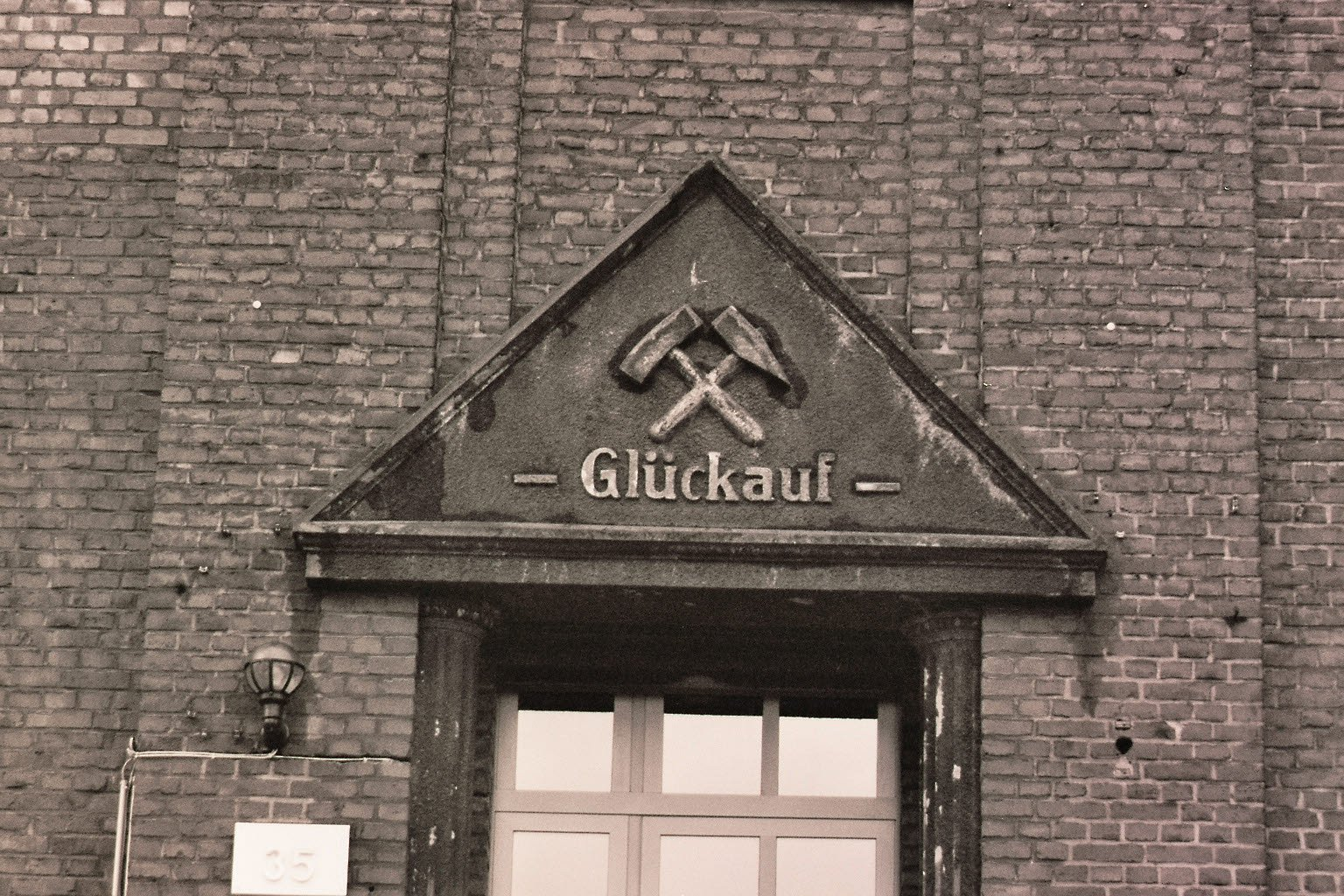
Glück auf über dem Eingang zu einem ehemaligen Zechengebäude

Das Glück auf ist ein Bergmannsgruß. Er beschreibt die Hoffnung der Bergleute, „es mögen sich Erzgänge auftun“, denn beim Abbau von Erzen ließ sich ohne Prospektion nur unsicher vorhersagen, ob die Arbeit der Bergleute überhaupt zu einem Lohn führen würde. Weiterhin wird mit diesem Gruß der Wunsch verbunden für ein gesundes Ausfahren aus dem Bergwerk nach der Schicht. Der Bergmannsgruß wurde bereits vor 1700 in dem alten Arbeiterlied Glück Auf, der Steiger kommt (bekannt als das Steigerlied) künstlerisch umgesetzt und ist damit in das Volksliedgut eingegangen. Der nachstehende Text entspricht der überlieferten „Urform“ des Liedes.
Glück auf, Glück auf, der Steiger kommt.

|: Und er hat sein helles Licht bei der Nacht,:|

|: schon angezündt’:|

## Glück hat auf die Dauer nur der Tüchtige.

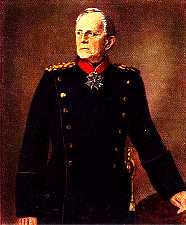
Generalfeldmarschall Moltke

Dieses Zitat findet sich in Helmuth Graf von Moltkes Abhandlung über Strategie:

„Über den Ruf eines Feldherrn freilich entscheidet vor allem der Erfolg. Wie viel daran sein wirkliches Verdienst ist, ist außerordentlich schwer zu bestimmen. An der unwiderstehlichen Gewalt der Verhältnisse scheitert selbst der beste Mann, und von ihr wird ebenso oft der mittelmäßige getragen. Aber Glück hat auf die Dauer doch zumeist wohl nur der Tüchtige.“

Auf der Website der Spielbank Hamburg heißt es mit Bezug auf dieses Zitat:

„Viele kennen von Moltke als Militärstrategen. Aber vor allem war er eines: Preuße. Sein Denken drückt aus, was noch heute zählt besonders in Deutschland: Preußische Tugend. Und die hat nichts mit Glück zu tun. Sondern mit ehrwürdiger Arbeit. In anderen Kulturen und Ländern ist man in puncto Glück und Glücksspiel nicht so verkniffen preußisch. ‚Glück zu haben‘ und ohne Arbeit erfolgreich zu sein, das gehörte sich nicht.“

## Glück im Winkel
Diese Worte wurden vermutlich durch Hermann Sudermanns Schauspiel Das Glück im Winkel verbreitet, eine lustige Geschichte um eine Partnersuche, die ein unverhofftes Ende nimmt.
Der Schriftsteller Otto Ernst beschreibt in seinem autobiografischen Roman Semper der Mann von einem Gespräch über Sudermanns Stück, das er im Restaurant mit angehört hat:

„Ich sitze eines Tages im Restaurant Siechen, hier in Hamburg. In der Nische neben mir, unsichtbar für mich, wie ich es für sie bin, sitzen drei Personen, die ich nach der Stimme als zwei Herren und eine Dame unterscheide. Man spricht Literatur.

‚Wann sollst du denn deine erste Kritik schreiben?‘ fragt eine männliche Stimme.

‚Montag,‘ antwortet die andere.

‚Über was denn?‘

‚Sudermann, ‚Das Glück im Winkel‘.‘

‚Na, da hast du ja gleich die schönste Gelegenheit! Siehst du, mein Junge, du mußt gleich mit deiner ersten Kritik Sensation erregen! Alle Welt muß aufhorchen und fragen: Wer ist das? Der ist ja von einer göttlichen Frechheit! Deine erste Rezension muß einschlagen wie eine Bombe!‘“

Mit Glück im Winkel charakterisiert man heute oft ein beschauliches Leben:
- Willkommen im Ferienhaus ‚Glück im Winkel‘
- Glück im Winkel – Pflegewohnpark und Seniorenheim

Peter Küstermann schreibt in der Wochenzeitung Die Zeit unter der Überschrift Das Glück im Winkel über den ehemaligen Südweststaat Württemberg-Hohenzollern.

## Glücklich ist, wer vergisst…
Der Reim „Glücklich ist, wer vergisst, was doch nicht zu ändern ist!“ wurde als Refrain eines Trinklieds am Ende des ersten Akts der Operette Die Fledermaus von Johann Strauss (Sohn) weltbekannt. Siehe Trinke, Liebchen, trinke schnell.

## Gludernde Lot
Diese Wortbildung ist einer der bekanntesten Versprecher des ehemaligen bayerischen Ministerpräsidenten Edmund Stoiber. Im Satzzusammenhang sagte Stoiber:

„Es muss zu schaffen sein, meine Damen und Herren, wenn ich die CDU anseh', die Repräsentanten dieser Partei an der Spitze, in den Ländern, in den Kommunen, dann bedarf es nur noch eines kleinen Sprühens sozusagen in die gludernde Lot, in die gludernde Flut, dass wir das schaffen können und deswegen ... in die lodernde Flut, wenn ich das sagen darf, und deswegen meine Damen, meine Herren ...“

Stoibers Versprecher haben zum Teil Kultstatus und sind im Internet weit verbreitet.

## Gnade der späten Geburt
Siehe Gnade der späten Geburt

## Gnade vor jemandes Augen finden
Diese Redewendung findet sich im 1. Buch Mose, wo von der Erwählung Abrahams durch Gott berichtet wird. Abraham erkennt Gott in drei fremden Männern, denen er Gastfreundschaft gewähren muss:

„Herr, habe ich Gnade gefunden vor deinen Augen, so gehe nicht an deinem Knecht vorüber.“

## Go West!

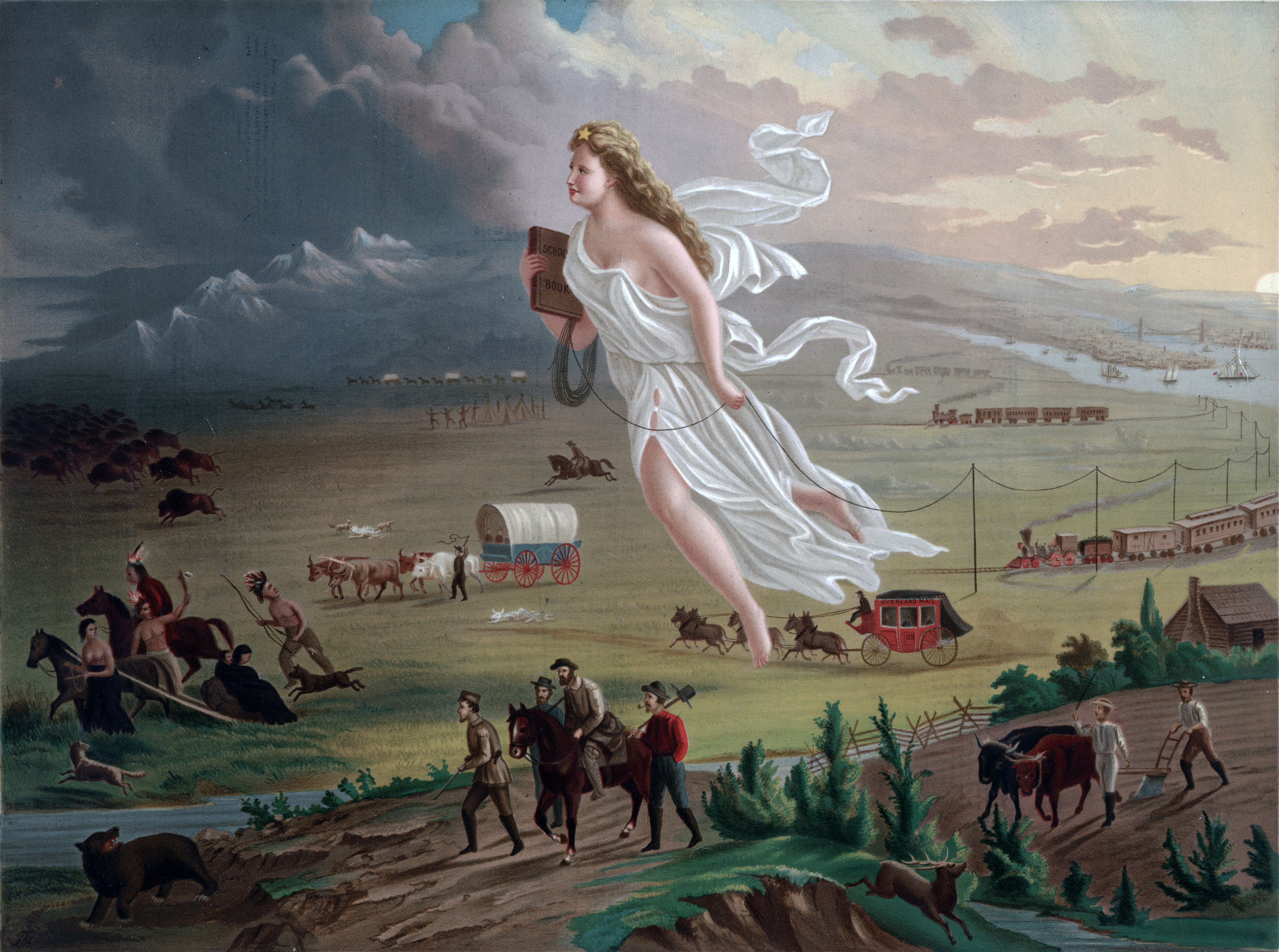
Columbia (Personifikation der USA) trägt das „Licht der Zivilisation“ nach Westen und vertreibt die Indianer.

„Go West“, ursprünglich „Go West, young man“ („Auf nach Westen, junger Mann!“) war die Aufforderung, das westliche Gebiet des nordamerikanischen Kontinents durch Besiedlung in den Besitz der USA zu bringen. Die Redewendung wurde vor allem durch den Zeitungsverleger und Politiker Horace Greeley populär gemacht.
In Fortführung der Idee des Manifest Destiny („offenkundige Bestimmung“) argumentierten viele US-Bürger, es sei göttlicher Auftrag, die USA über den gesamten nordamerikanischen Kontinent auszudehnen. Ähnliche Lehren (wie Die Bürde des weißen Mannes) wurden gleichzeitig von den Europäern anderswo in der Welt verwendet, um koloniale Eroberungen in Afrika und Asien zu rechtfertigen.
In einer Erweiterung des Spruchs heißt ein Album von Greeley Estates:

“Go West Young Man, Let The Evil Go East.”

Auch von der Band Village People wurde 1979 der Slogan übernommen in dem Lied Go West.

## God Save the Queen.
God Save the Queen („Gott schütze die Königin!“) bzw. God Save the King („Gott schütze den König!“) ist seit Anfang des 19. Jahrhunderts die Nationalhymne des Vereinigten Königreichs Großbritannien und Nordirland. Die Urheberschaft für die Melodie wurde vom Sohn Henry Careys für seinen Vater beansprucht. Während der Text durchaus von ihm stammen könnte, ist der Ursprung der Melodie unklar geblieben.
| Original God save our gracious Queen, Long live our noble Queen, God save the Queen! Send her victorious, Happy and glorious, Long to reign over us; God save the Queen! | Übersetzung Gott schütze unsere gnädige Königin! Lang lebe unsere edle Königin, Gott schütze die Königin! Mache sie siegreich, Glücklich und ruhmreich, Dass sie lang über uns herrsche! Gott, schütze die Königin! |

God save the Queen – Gott speichert die Königin ist der Titel eines Buchs mit absurden Übersetzungen aus dem Internet. Den Witz (Spoonerismus) „God shave the Queen“ (Gott rasiere die Königin.) soll eine Schülerband erfunden haben. Die Punk-Band Sex Pistols änderten 1977 den Text folgendermaßen ab:

“God save the Queen, her fascist regime.”

„Gott erhalte die Königin, ihr faschistisches Regime.“

Daraufhin strich die BBC die Band aus ihrem Radioprogramm und erteilte den Sex Pistols Auftrittsverbot. Diese mieteten während der königlichen Feierlichkeiten ein Boot auf der Themse und gaben darauf in voller Lautstärke ein Live-Konzert, was dazu führte, dass die Wasserschutzpolizei eingriff.

## Gold gab ich für Eisen.
Das historische Schlagwort „Gold gab ich für Eisen.“ steht im Zusammenhang mit dem berühmten Aufruf „An mein Volk“ des preußischen Königs Friedrich Wilhelm III., der am 17. März 1813 zum Kampf gegen die napoleonische Herrschaft aufrief. In einer Welle patriotischer Begeisterung konnten die Truppen ausgerüstet und verstärkt werden. Das Motto dieser Spendenaktion war „Gold gab ich für Eisen“. Dieses Motiv klingt bereits in Schillers 1803 uraufgeführtem Drama Die Jungfrau von Orleans (1, 4) an. In diesem Theaterstück fordert Agnes Sorel, die Geliebte König Karls, den König auf:
Verwandle deinen Hofstaat in Soldaten,

Dein Gold in Eisen; alles, was du hast,

Wirf es entschlossen hin nach deiner Krone!
Der Ursprung dieses Ausdrucks ist allerdings schon im 16. Jahrhundert belegt. Unter diesem Motto wurden im Ersten Weltkrieg Kampagnen durchgeführt, bei der etwa goldene Eheringe gegen Ringe aus Eisen getauscht wurden, um den Krieg zu finanzieren.

## Gold und Silber lieb ich sehr.
Dieses Zitat stammt aus der ersten Strophe eines Gedichts von August Schnezler:
Gold und Silber preis ich sehr,

Könnt es auch wohl brauchen;

Hätt ich nur ein ganzes Meer,

Mich hineinzutauchen!
In deutschen Comics wird es gerne von Dagobert Duck und den Panzerknackern verwendet.

## Goldene Berge versprechen
Diese Redewendung geht auf den römischen Komödiendichters Terenz zurück, in dessen Lustspiel Phormio (1,2) jemand seinen Freund, ihm „Berge Goldes versprechend“ (lateinisch: montes auri pollicens), nach Kilikien lockt.
Diese Redewendung geht womöglich auf Goldvorkommen in den „goldenen Bergen“ des alten Persien zurück. Diese aber waren so weit entfernt, dass ein solches Versprechen nicht eingelöst werden konnte.
Im griechischen Original heißt es:

«χρυσᾶ ὄρη ὑπισχνεῖσθαι»

„chrysā orē hypischneisthai“

Der Humanist Erasmus von Rotterdam schreibt in seiner Sprichwörtersammlung Adagia:

„Eine sprichwörtliche Hyperbel dafür, daß jemand großartige Versprechungen macht und die herrlichsten Dinge in Aussicht stellt. Es leitet sich vom Größenwahn der Perser her, die wegen ihrer Goldminen mit goldenen Bergen prahlten.“

## Goldene Brücken bauen
Diese Wendung findet sich bereits bei dem Barock-Publizisten Johann Fischart, in dessen Hauptwerk Geschichtsklitterung es im Kapitel 47 der ersten Auflage eine Stelle gibt, wo er sagt, man solle „dem Feind Tür und Tor auftun und ihm eine goldene Brücke machen, dass er davonziehen könne“.
Dieser Strategie liegt eine alte Kriegsregel zugrunde, wonach man einen fliehenden Feind möglichst nicht in Kämpfe verwickelt, sondern ihm sogar Brücken baut, um seinen Abzug zu erleichtern.

## Goldene Regel
Siehe Goldene Regel

## Goldener Mittelweg

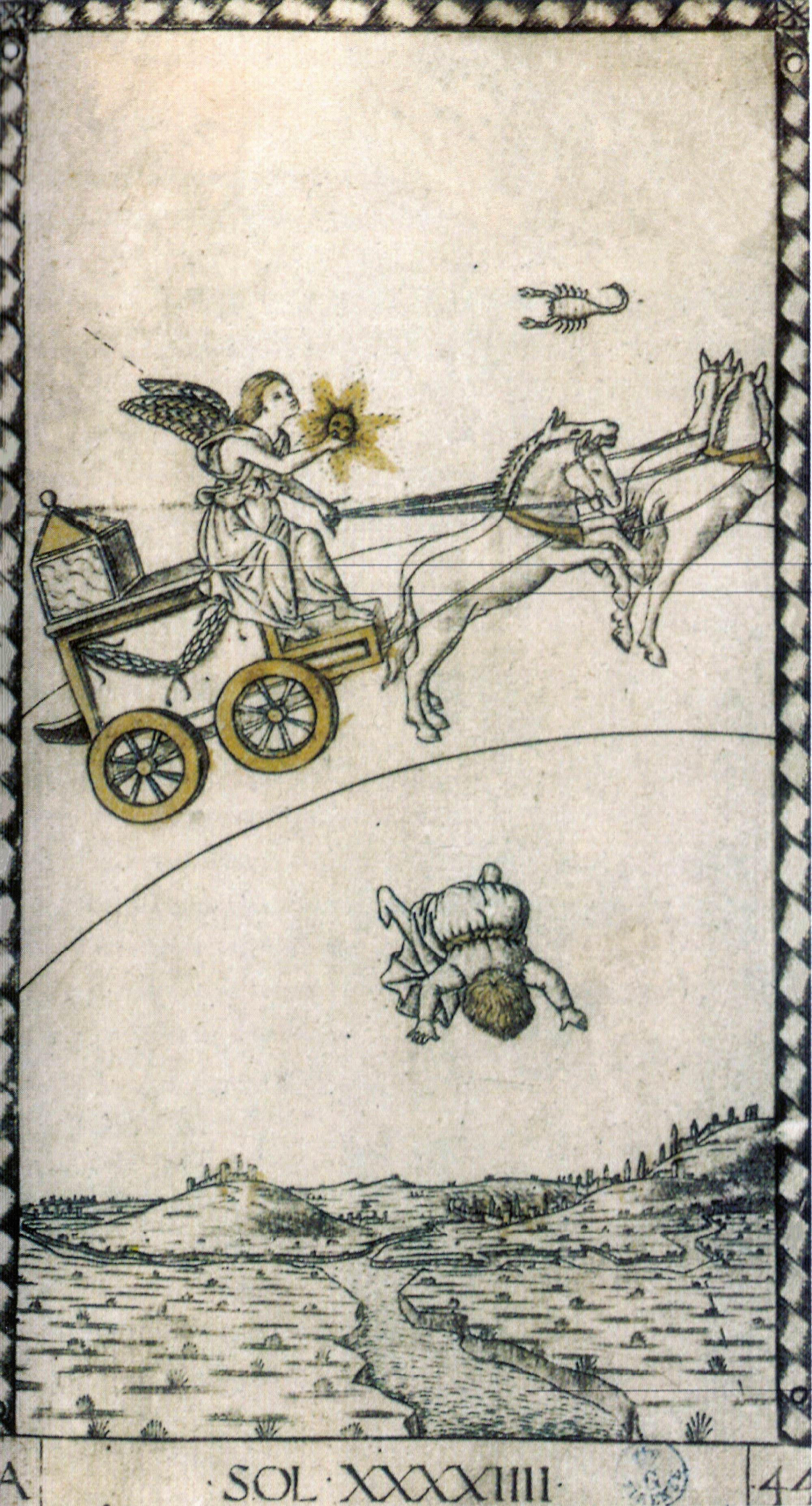
Phaeton (Mythologie) verlässt den Mittelweg

Dieser Ausdruck geht wohl auf die lateinische aurea mediocritas in den Oden des römischen Dichters Horaz zurück, der damit Licinius zu maßvollem Genuss ermahnt:

“auream quisquis mediocritatem

diligit, tutus caret obsoleti

sordibus tecti, caret invidenda

sobrius aula.”

„Wer die Segnung goldenen Mittelstandes

Auserkor, scheut sicher der abgemorschten Hütte

Wust, scheut mäßig beneidenswerte

Pracht des Palastes.“

Horaz drückt damit Ähnliches aus wie der Dichter Ovid, der erzählt wie der Sonnengott Helios seinem Sohn Phaeton (Mythologie) erlaubt, den Sonnenwagen zu lenken und ihn ermahnt:

“Medio tutissimus ibis.”

„In der Mitte wirst du am sichersten gehen.“

Doch Phaeton hält sich nicht daran und stürzt ab und die Erde geht in Flammen auf.
Der Ausdruck „Goldener Mittelweg“ bezeichnet den idealen Kompromiss zwischen dem Zuviel und Zuwenig, steht aber auch für Mittelmäßigkeit. Siehe In Gefahr und größter Not bringt der Mittelweg den Tod#Hintergrund und q:Friedrich von Logau.

## Goldenes Kalb

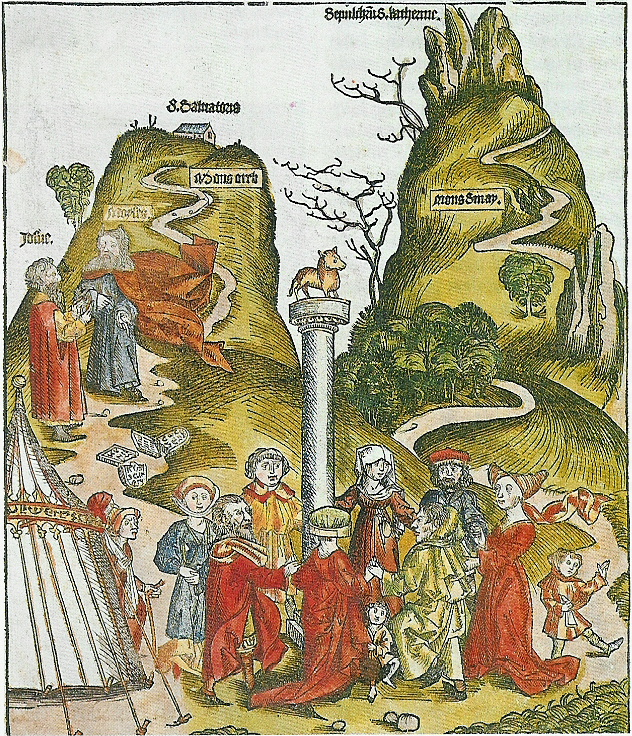
Darstellung des Goldenen Kalbs in der Schedelschen Weltchronik

Die Redewendungen „das Goldene Kalb anbeten“ oder „um das Goldene Kalb tanzen“ gehen auf das alttestamentliche 2. Buch Mose (32) zurück, in dem berichtet, dass Aaron, der Bruder des Moses, auf Drängen des Volks aus ihrem Schmuck am Berg Horeb ein Goldenes Kalb gießen lässt, dem das Volk opfert, während Moses auf dem Berg die zehn Gebote erhielt:
Als aber das Volk sah, daß Mose ausblieb und nicht wieder von dem Berge zurückkam, sammelte es sich gegen Aaron und sprach zu ihm: Auf, mach uns einen Gott, der vor uns hergehe! Denn wir wissen nicht, was diesem Mann Mose widerfahren ist, der uns aus Ägyptenland geführt hat. Aaron sprach zu ihnen: Reißet ab die goldenen Ohrringe an den Ohren eurer Frauen, eurer Söhne und eurer Töchter und bringt sie zu mir. Da riß alles Volk sich die goldenen Ohrringe von den Ohren und brachte sie zu Aaron. Und er nahm sie von ihren Händen und bildete das Gold in einer Form und machte ein gegossenes Kalb. Und sie sprachen: Das ist dein Gott, Israel, der dich aus Ägyptenland geführt hat!
Hiervon abgeleitet wird die gängige Redensart vom „Tanz ums goldene Kalb“ als Sinnbild für eine Verehrung von Reichtum und Macht.

## Goldenes Zeitalter

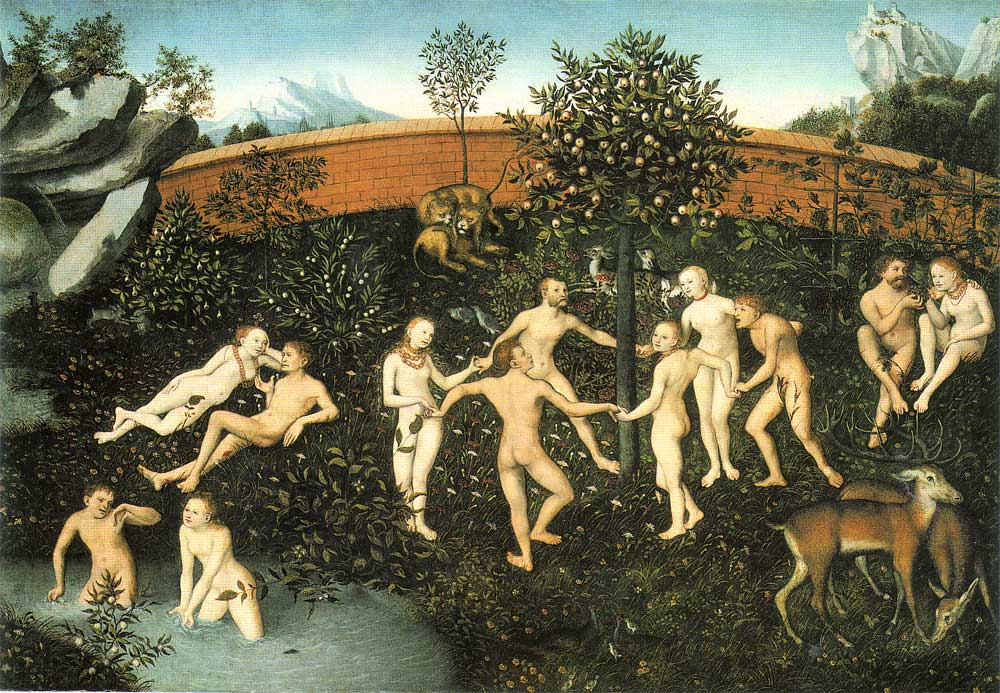
Lucas Cranach d. Ä.: Das Goldene Zeitalter

Mit dem goldenen Zeitalter war ursprünglich die Vorzeit der antiken Sage gemeint, wie sie der griechische Dichter Hesiod in seiner Schrift Werke und Tage als paradiesischen Allgemeinzustand schildert. Die weitere Entwicklung sieht er als eine ständige Verschlechterung.
Auf Griechisch heißt der Ausdruck:

«χρύσεον γένος»

„chryseon genos“

Hesiod schildert die Zeit des Goldenen Geschlechts der Sterblichen, in welcher der Gott Kronos (der Vater des Zeus) herrschte. Damals lebten die Menschen im Frieden, ihre Körper alterten nicht und ihr Tod war ein Einschlafen.
Im übertragenen Sinn wird heute eine Blütezeit oder eine Zeit großer Erfolge als „goldenes Zeitalter“ bezeichnet. In der Neuzeit dient der Begriff „Goldenes Zeitalter“ zur retrospektiven Charakterisierung von Blütezeiten:
- Spanien: Siglo de Oro
- Dänemark: Den danske guldalder
- Niederlande: Gouden Eeuw
- Portugal: Era dourada
- Belarus: Goldenes Zeitalter

## Goldne Rücksichtslosigkeiten.
Das Zitat stammt aus der zweiten Strophe von Theodor Storms Gedicht Für meine Söhne:
Blüte edelsten Gemütes

Ist die Rücksicht; doch zu Zeiten

Sind erfrischend wie Gewitter

Goldne Rücksichtslosigkeiten.
Den Ausdruck „goldne Rücksichtslosigkeit“ verwandte Storm 1850, schon vier Jahre vorher, in einem Brief an Eduard Mörike:

„Wenn man zum Ausdruck bringen möchte, dass falsch verstandene Rücksichtnahme sich in einer bestimmten Situation nachteilig auswirken würde, kann man ‚goldene Rücksichtslosigkeiten‘ empfehlen, die zur wohltuenden Klärung eines Sachverhaltes beitragen dürften.“

## Gordischer Knoten

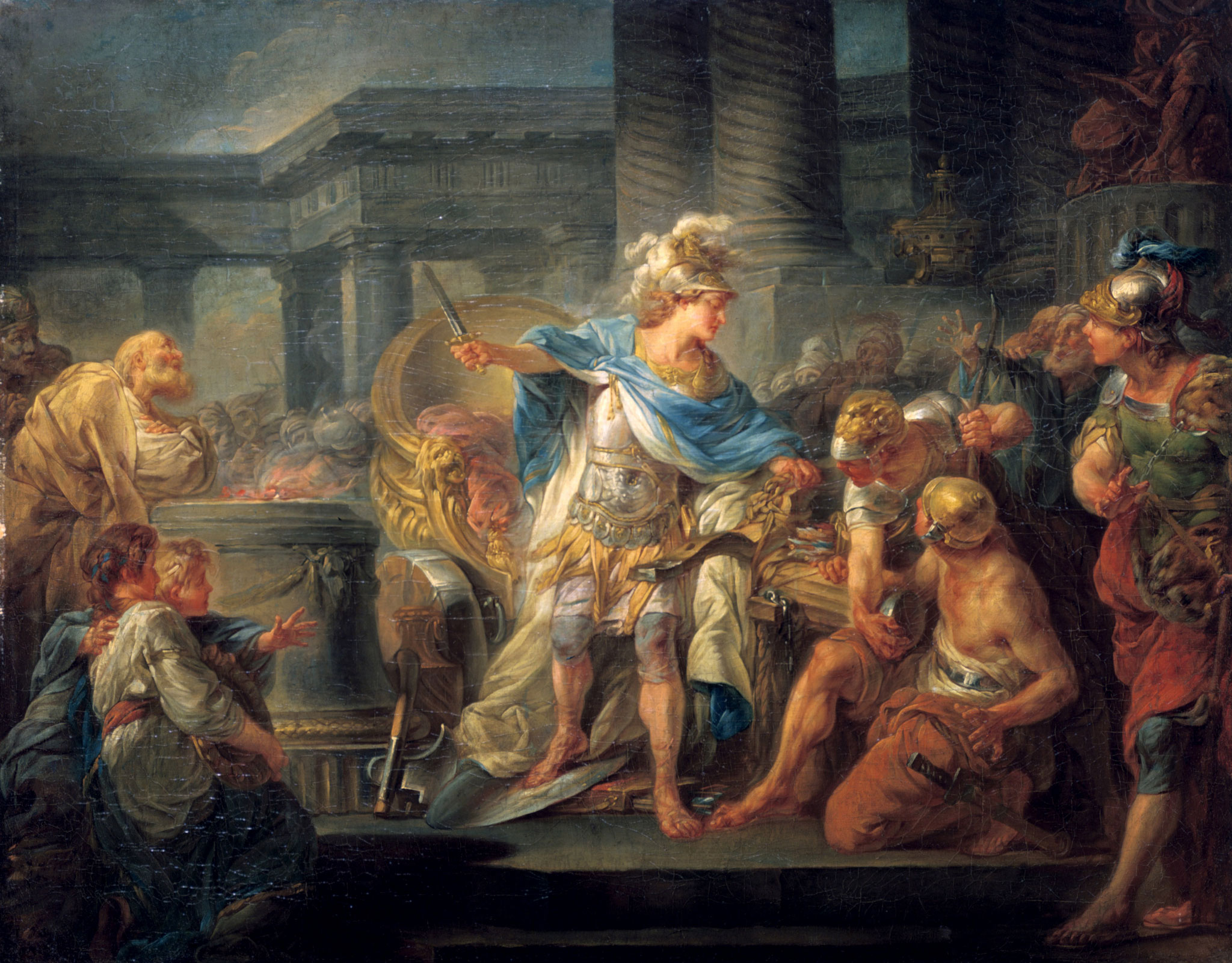
Jean-Simon Berthélemy: Alexander durchtrennt den Gordischen Knoten

Quintus Curtius Rufus berichtet im dritten Buch seiner Geschichte des Mazedonierkönig Alexanders des Großen von dem kunstvoll verschlungenen und unentwirrbaren Knoten am Streitwagen des Königs Gordios im Jupitertempel der Stadt Gordion und von dem Orakel, dass, wer den Knoten zu lösen verstehe, die Herrschaft über Asien erlangen werde.
Alexander habe mit den Worten „Es kommt nicht darauf an, wie er gelöst wird“ (Nihil interest quomodo solvantur) den Knoten mit dem Schwert durchschlagen und so das Orakel entweder verspottet oder erfüllt. Nach einer anderen Überlieferung erkannte Alexander, dass er nur den Pflock herauszuziehen brauche, damit der Knoten in sich zusammenfällt.
„Den gordischen Knoten durchhauen“ oder „lösen“ wurde so zur Metapher für die Bewältigung einer großen Schwierigkeit auf unkonventionelle aber einfache Weise.

## Gott der Herr hat sie gezählet.
Dieser Vers stammt aus dem Kinderlied Weißt du, wie viel Sternlein stehen, das der Dichter Wilhelm Hey 1837 im Anhang seiner Fabelsammlungen veröffentlichte:
Weißt du, wie viel Sternlein stehen

an dem blauen Himmelszelt?

Weißt du, wie viel Wolken gehen

weithin über alle Welt?

Gott, der Herr, hat sie gezählet,

dass ihm auch nicht eines fehlet

an der ganzen großen Zahl.
In Axel Hackes Buch Der weiße Neger Wumbaba: Kleines Handbuch des Verhörens gibt es folgende Version des Zitats

„Gott der Herr hat sieben Zähne.“

## Gott ist immer mit den stärksten Bataillonen.
Der preußische König Friedrich II. schrieb am 8. Mai 1760 in einem Brief an Herzogin Luise von Sachsen-Gotha auf Französisch:

« Dieu est pour les gros escadrons. »

Er greift dabei eine Formulierung des französischen Satirikers Roger de Bussy-Rabutin auf:

« Dieu est d’ordinaire pour les gros escadrons contre les petits. »

„Gott ist gewöhnlich für die größeren Bataillone gegen die kleinen.“

## Gott ist tot!
Mit dem Stichwort „Gott ist tot“ wird oft die Vorstellung verbunden, dass Friedrich Nietzsche den Tod Gottes beschworen oder herbeigewünscht habe. Tatsächlich trifft dies nur in einem gewissen Sinne zu. Liest man die Textstellen bei Nietzsche, so wird klar, dass er sich hier vielmehr als Beobachter verstand. Er analysierte seine Zeit, vor allem die seiner Auffassung nach inzwischen marode gewordene (christliche) Moral. Dies heißt allerdings nicht, dass er die Überwindung von Gottes- und Moralvorstellungen nicht begrüßt hätte.
 Die bedeutendste und meistbeachtete Stelle zu diesem Thema ist der Aphorismus 125 aus der Fröhlichen Wissenschaft mit dem Titel „Der tolle Mensch“. Dem Sprecher darin graut vor der Aussicht, dass die zivilisierte Welt ihr bisheriges geistiges Fundament weitgehend zerstört hat:

„Wohin ist Gott? rief er, ich will es euch sagen! Wir haben ihn getötet, – ihr und ich! Wir alle sind seine Mörder! Aber wie haben wir dies gemacht? Wie vermochten wir das Meer auszutrinken? Wer gab uns den Schwamm, um den ganzen Horizont wegzuwischen? Was taten wir, als wir diese Erde von ihrer Sonne losketteten? Wohin bewegt sie sich nun? Wohin bewegen wir uns? Fort von allen Sonnen? Stürzen wir nicht fortwährend? Und rückwärts, seitwärts, vorwärts, nach allen Seiten? Gibt es noch ein Oben und ein Unten? Irren wir nicht wie durch ein unendliches Nichts? Haucht uns nicht der leere Raum an? Ist es nicht kälter geworden? Kommt nicht immerfort die Nacht und mehr Nacht? […] Gott ist tot! Gott bleibt tot! Und wir haben ihn getötet! Wie trösten wir uns, die Mörder aller Mörder?“

Nietzsche war zudem nicht der Erste, der die Frage nach dem „Tod Gottes“ stellte. Hegel äußerte diesen Gedanken bereits 1802 und sprach von dem „unendlichen Schmerz“ als einem Gefühl, „worauf die Religion der neuen Zeit beruht – das Gefühl: Gott selbst ist tot“.

## Gott mit uns!

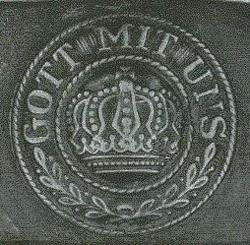
Gott mit uns im Ersten Weltkrieg

Gott mit uns war die Losung, die der schwedische König Gustav Adolf vor der Schlacht von Breitenfeld im Jahr 1631 ausgab. Der Entwurf zur Landwehrordnung stammt vom Generalquartiermeister des preußischen Heeres. In dieser Handschrift stand ursprünglich als Devise: „Heilige Pflicht oder Gott mit uns.“ Diese Worte sind durchgestrichen und an den Rand stattdessen die Worte gesetzt: „ehrlos wehrlos“ mit einer ihre Umstellung bezweckenden Bezeichnung.
Gott mit uns ist die deutsche Übersetzung von Immanu’el (עמנואל). Der Name Immanuel kommt nur vier Mal in der Bibel vor. Jesus bekommt diesen Namen, als seine Geburt angekündigt wird, sonst wird er aber zu keinem Zeitpunkt Immanuel genannt: Im Evangelium nach Matthäus (1,23) steht:

„Siehe, eine Jungfrau wird schwanger sein und einen Sohn gebären, und sie werden ihm den Namen Immanuel geben, das heißt übersetzt: Gott mit uns.“

## Gott schenke uns Ohrenlider!
Dieser Stoßseufzer stammt aus Kurt Tucholskys Roman Schloß Gripsholm. Eine Sommergeschichte:

„‘So still, wie es jetzt ist, so sollte es überall und immer sein, Lydia – warum ist es so laut im menschlichen Leben?’ – ‘Meinen lieben Dschung, das findest du heute nicht mehr – ich weiß schon, was du meinst. Nein, das ische woll ein für alle Mal verlöscht…’ – ‘Warum gibt es das nicht’, beharrte ich. ‘Immer ist etwas. Immer klopfen sie, oder sie machen Musik, immer bellt ein Hund, marschiert dir jemand über deiner Wohnung auf dem Kopf herum, klappen Fenster, schrillt ein Telephon – Gott schenke uns Ohrenlider. Wir sind unzweckmäßig eingerichtet.’ – ‘Schwatz nicht’, sagte die Prinzessin. ‘Hör lieber auf die Stille!’“

Tucholskys Worte werden immer wieder zitiert, wenn es um unerwünschten Lärm geht. So wird zum Beispiel ein Testbericht über Lärmschutzstöpsel mit folgenden Worten eingeleitet:

„‚Gott, schenke uns Ohrenlider‘, stöhnte schon Kurt Tucholsky. Seine Bitte wurde zwar nicht erhört, stattdessen gibt es aber Lärmschutzstöpsel.“

## Gott schuf ihn, also lasst ihn für einen Menschen gelten.

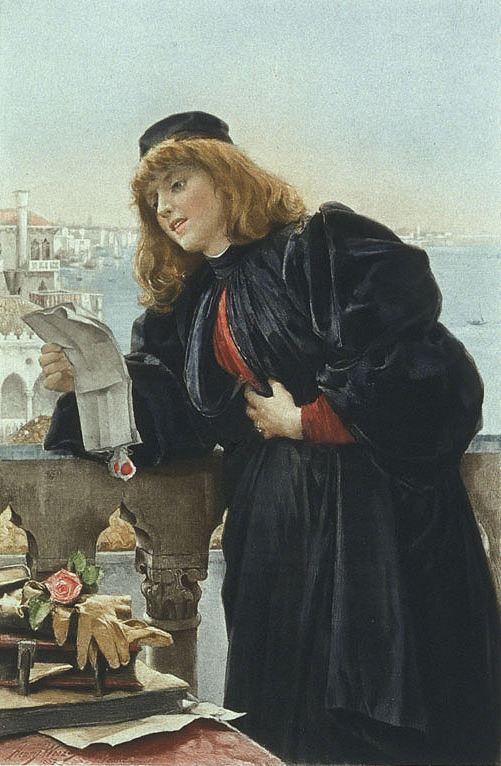
Henry Woods: Portia

Dieses Urteil fällt die reiche Porzia in William Shakespeares Schauspiel Der Kaufmann von Venedig über einen Herrn aus dem Kreise ihrer Freier. Im englischen Original sagt sie:

„God made him, and therefore let him pass for a man.“

Nerissa
„Was sagt Ihr denn zu dem französischen Herrn, Monsieur le Bon?“
Porzia
„Gott schuf ihn, also laßt ihn für einen Menschen gelten. Im Ernst, ich weiß, daß es sündlich ist, ein Spötter zu sein; aber er! Ja doch, er hat ein besseres Pferd als der Neapolitaner; eine bessere schlechte Gewohnheit, die Stirn zu runzeln, als der Pfalzgraf; er ist jedermann und niemand. Wenn eine Drossel singt, so macht er gleich Luftsprünge; er ficht mit seinem eigenen Schatten. Wenn ich ihn nähme, so nähme ich zwanzig Männer; wenn er mich verachtete, so vergäbe ich es ihm: denn er möchte mich bis zur Tollheit lieben, ich werde es niemals erwidern.“

## Gott schütze mich vor meinen Freunden.
Dieser paradox klingende Ausspruch geht vermutlich auf eine lateinische Sprichwörtersammlung des 16. Jahrhunderts zurück, wo vom makedonischen König Antigonos berichtet wird, dass er ein Opfer darbringen lässt, damit Gott ihn vor seinen Freunden behüte. Er erklärt dazu, vor seinen Feinden könne er sich selbst schützen.
Vom preußischen König Friedrich II. stammt ein ähnlicher Ausspruch:

„Gott schütze mich vor meinen Verwandten, vor meinen Feinden kann ich mich selbst schützen.“

## Gott sei Dank! Nun ist’s vorbei mit der Übeltäterei.
Am Ende von seiner Bildergeschichte Max und Moritz lässt Wilhelm Busch das ganze Dorf mit diesen Worten aufatmen.
In der Filmkomödie Der Schuh des Manitu zitiert Winnetouch diesen Satz, als der Gangster Santa Maria in der Güllegrube versinkt.

## Gott, sei mir Sünder gnädig!
So spricht der Zöllner im Gleichnis vom Pharisäer und Zöllner, das im Lukasevangelium erzählt wird:

„10Es gingen zwei Menschen hinauf in den Tempel, zu beten, einer ein Pharisäer, der andere ein Zöllner. 11Der Pharisäer stand und betete bei sich selbst also: Ich danke dir, Gott, daß ich nicht bin wie die anderen Leute, Räuber, Ungerechte, Ehebrecher, oder auch wie dieser Zöllner. 12Ich faste zweimal in der Woche und gebe den Zehnten von allem, was ich habe. 13Und der Zöllner stand von ferne, wollte auch seine Augen nicht aufheben gen Himmel, sondern schlug an seine Brust und sprach: Gott, sei mir Sünder gnädig!“

## Gott strafe England!

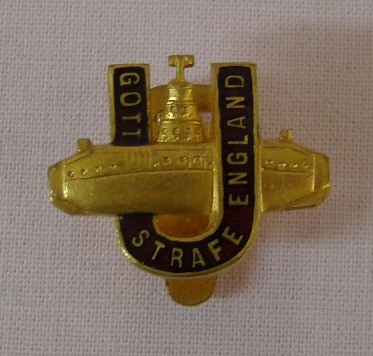
„Gott strafe England“-Manschettenknopf

Gott strafe England war ein Schlachtruf des deutschen Heers während des Ersten Weltkrieges. Es gab sogar eine besondere Grußformel:
Grußformel: „Gott strafe England.“
Erwiderung des Grußes: „Er strafe es.“
Der Ausruf wurde auf Postkarten, Cinderellas und Ähnlichem verwendet. Er wurde von Ernst Lissauer, der einen Haßgesang gegen England verfasste, geprägt. Lissauer und sein „Haßgesang“ fanden Eingang in Stefan Zweigs autobiografisches Werk Die Welt von Gestern.
Der Maler, Grafiker, Fotomontagekünstler und Bühnenbildner Helmut Herzfeld übersetzte 1916 als Reaktion auf Lissauers „Gott strafe England“ seinen Namen ins Englische und nannte sich fortan John Heartfield.

## Gott will es!

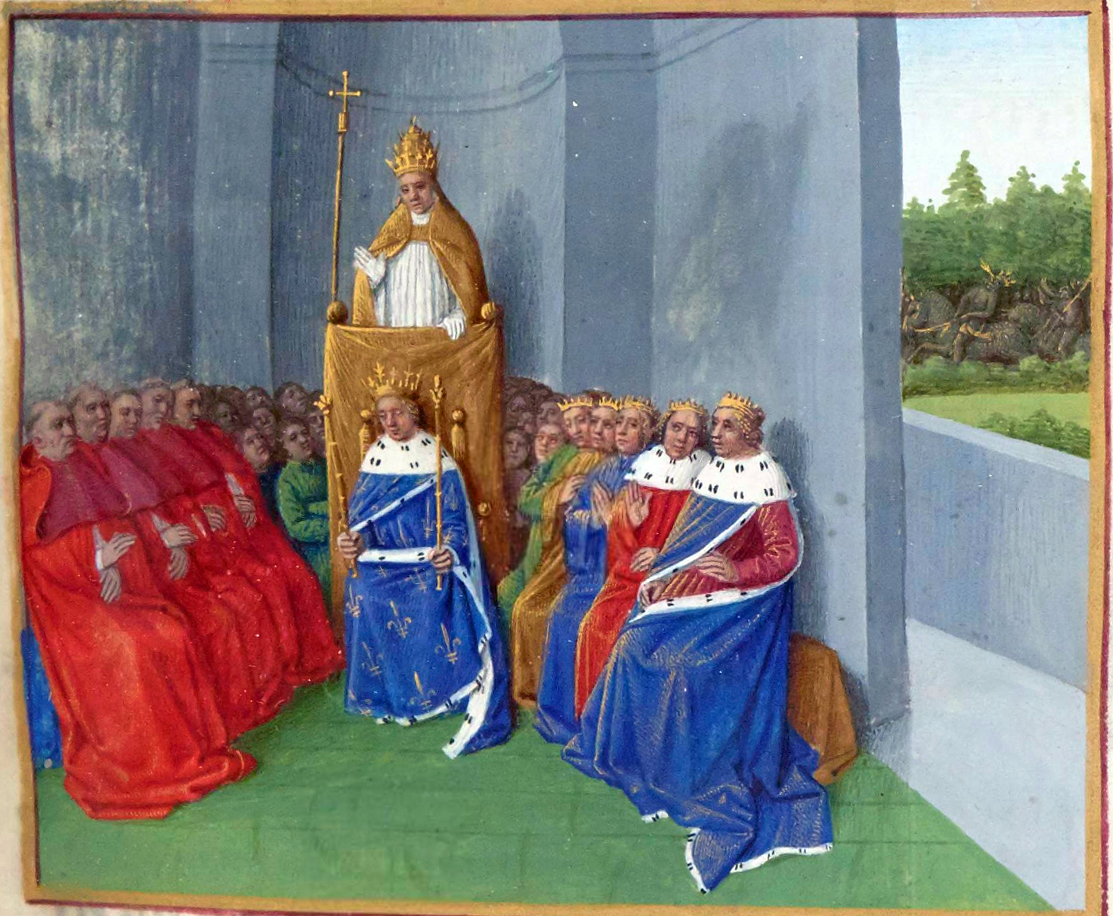
Papst Urban II. predigt den Kreuzzug

Mit den Worten Deus lo vult (spätlateinisch für „Gott will es!“; französisch: „Dieu le veut!“) rief Papst Urban II. 1095 auf der Synode von Clermont zur Befreiung Jerusalems auf. Damit begründete er den Ersten Kreuzzug, der zur Befreiung der Heiligen Stätten beitragen sollte und den einzelnen Teilnehmern helfen sollte, ihre Sünden abzubüßen. Der Ausdruck gibt Zeugnis für ein religiöses Sendungsbewusstsein, das zur Erreichung seiner Ziele jegliche Form der Gewalt einzusetzen bereit war.
1095 ging es auf einer Versammlung im zentralfranzösischen Clermont eigentlich um innerkirchliche Angelegenheiten, doch in seiner Abschlussrede gibt Papst Urban dem Ganzen eine ganz eigene Richtung:

„Mit ergreifenden Worten schildert der redegewandte Urban das Schicksal der christlichen Freunde in Byzanz, die unter dem aggressiven Islam zu leiden hätten, Kirchen und Klöster würden geschändet, brave Christenmenschen massakriert. Da müsse man zu Hilfe eilen. Die Begeisterung der Zuhörer ist so groß, dass einige Bischöfe gleich ‚das Kreuz nehmen‘. ‚Gott will es – Deus lo vult!‘ soll die Menge wie einen Schlachtruf skandiert haben. Es markiert den Beginn einer Epoche.“

## Gott wird mir vergeben, das ist sein Beruf.

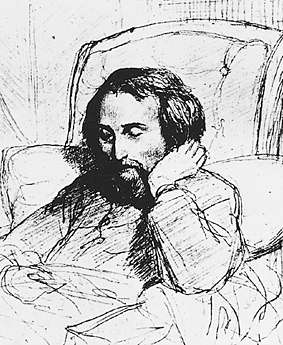
Heinrich Heine auf seiner Matratzengruft

Dies soll Heinrich Heine auf dem Sterbebett zu einem Bekannten oder zu seiner Frau gesagt haben, die sich Sorgen um sein Seelenheil machten:

« Dieu me pardonnera, c’est son métier. »

Begraben wurde Heine auf dem Pariser Friedhof Montmartre ohne Beteiligung eines Geistlichen. Heine hatte sich jegliches religiöse Zeremoniell testamentarisch ebenso verbeten wie Ansprachen. In seinem Testament vom 27. September 1846 heißt es:

„Ich verordne, daß mein Leichenbegängniß so einfach sey und so wenig kostspielig wie das des gringsten Mannes im Volke. Sterbe ich zu Paris, so will ich auf dem Kirchhofe des Montmartre begraben werden, auf keinem andern, denn unter der Bevölkerung des Faubourg Montmartre habe ich mein liebstes Leben gelebt. Obgleich ich der lutherisch protestantischen Confession angehöre (wenigstens offiziell) so wünsche ich doch in jenem Theile des Kirchhofs beerdigt zu werden, welcher den Bekennern des römisch katholischen Glaubens angewiesen ist, damit die irdischen Reste meiner Frau, die dieser Religion mit großem Eifer zugethan ist, einst neben den meinigen ruhen können; […].“

## Gott würfelt nicht.
Gott würfelt nicht! (engl.: „I cannot believe that God plays dice with the cosmos.“) ist ein Ausspruch, der dem Physiker Albert Einstein zugeschrieben wird.
Genaugenommen schrieb er 1926 in einem Brief an Max Born:

„Die Theorie liefert viel, aber dem Geheimnis des Alten bringt sie uns doch nicht näher. Jedenfalls bin ich überzeugt davon, dass der nicht würfelt.“

Einstein glaubte, dass „der Alte“ (gemeint ist Gott) nicht würfle, denn er lehnte die stochastischen Erklärungen der Quantenmechanik ab. Dies war seine Antwort auf die Frage, was ihn an der damals aufkommenden Quantenphysik nicht behage, denn dort werden Zustände von Elementarteilchen nicht exakt, sondern mittels Aufenthaltswahrscheinlichkeiten beschrieben.

## Götter, Gräber und Gelehrte

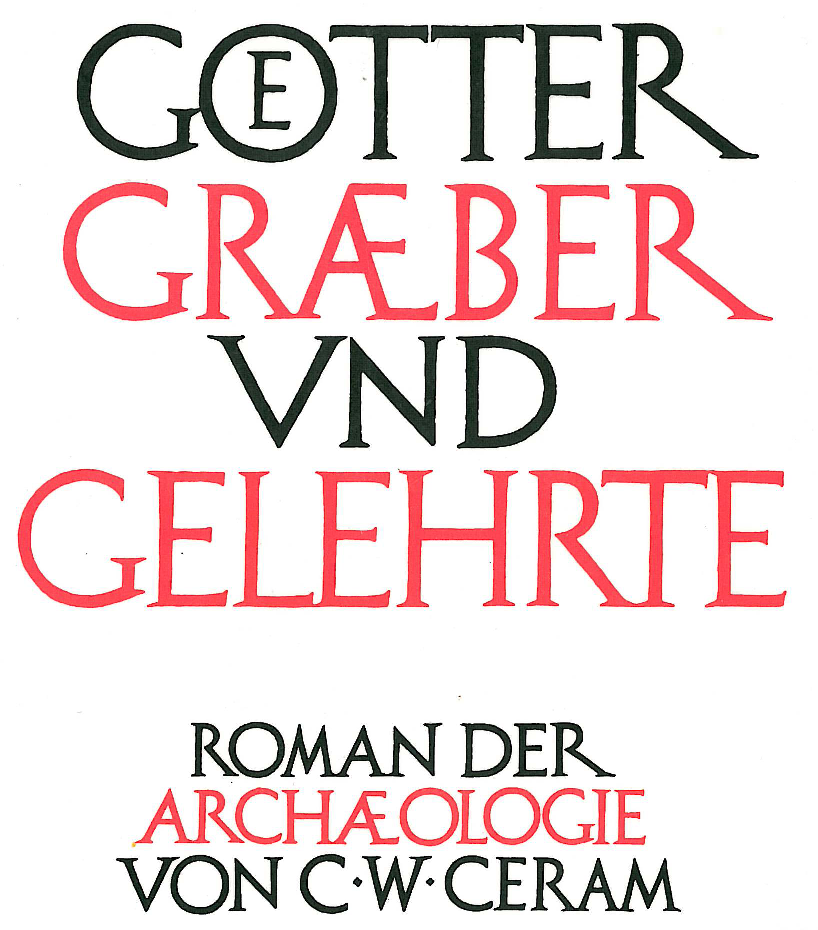
Götter, Gräber und Gelehrte

Götter, Gräber und Gelehrte ist ein Sachbuch zum Thema Archäologie, das der deutsche Journalist Kurt Wilhelm Marek im Jahr 1949 unter dem Pseudonym C. W. Ceram veröffentlichte.
Der Titel war angeregt vom Filmtitel Menschen, Tiere, Sensationen und war Vorbild für viele andere Buchtitel. Der Titel mit seiner Stabreim-Trias und der Redefigur der Worthäufung wurde oft nachgeahmt. So heißt ein Buch mit Anekdoten aus der Antike Götter, Spötter und Verrückte.

## Gottes Mühlen mahlen langsam.
Dieses Sprichwort ist der Anfang des Sinngedichtes Göttliche Rache von Friedrich von Logau und besagt, dass jeder für sein Unrecht früher oder später die gerechte Strafe erhält. Der vollständige Text lautet:
Gottes Mühlen mahlen langsam, mahlen aber trefflich klein,

Ob aus Langmut er sich säumet, bringt mit Schärf er alles ein.
Logau hat den Grundgedanken wohl vom altgriechischen Arzt Sextus Empiricus übernommen, bei dem es heißt:

„Erst lange Zeit nachher mahlen der Götter Mühlen, doch mahlen sie Feinmehl.“

## Gradus ad Parnassum

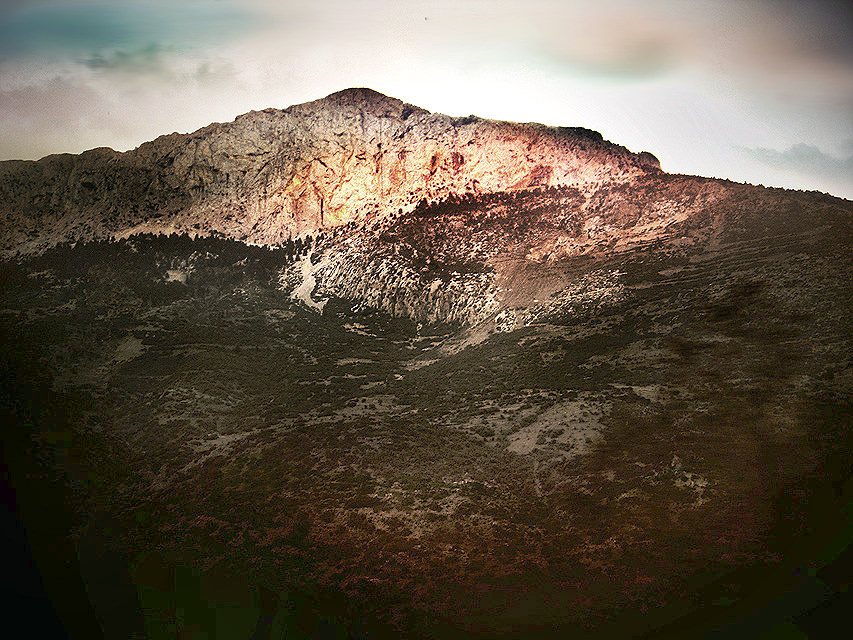
Der Parnass

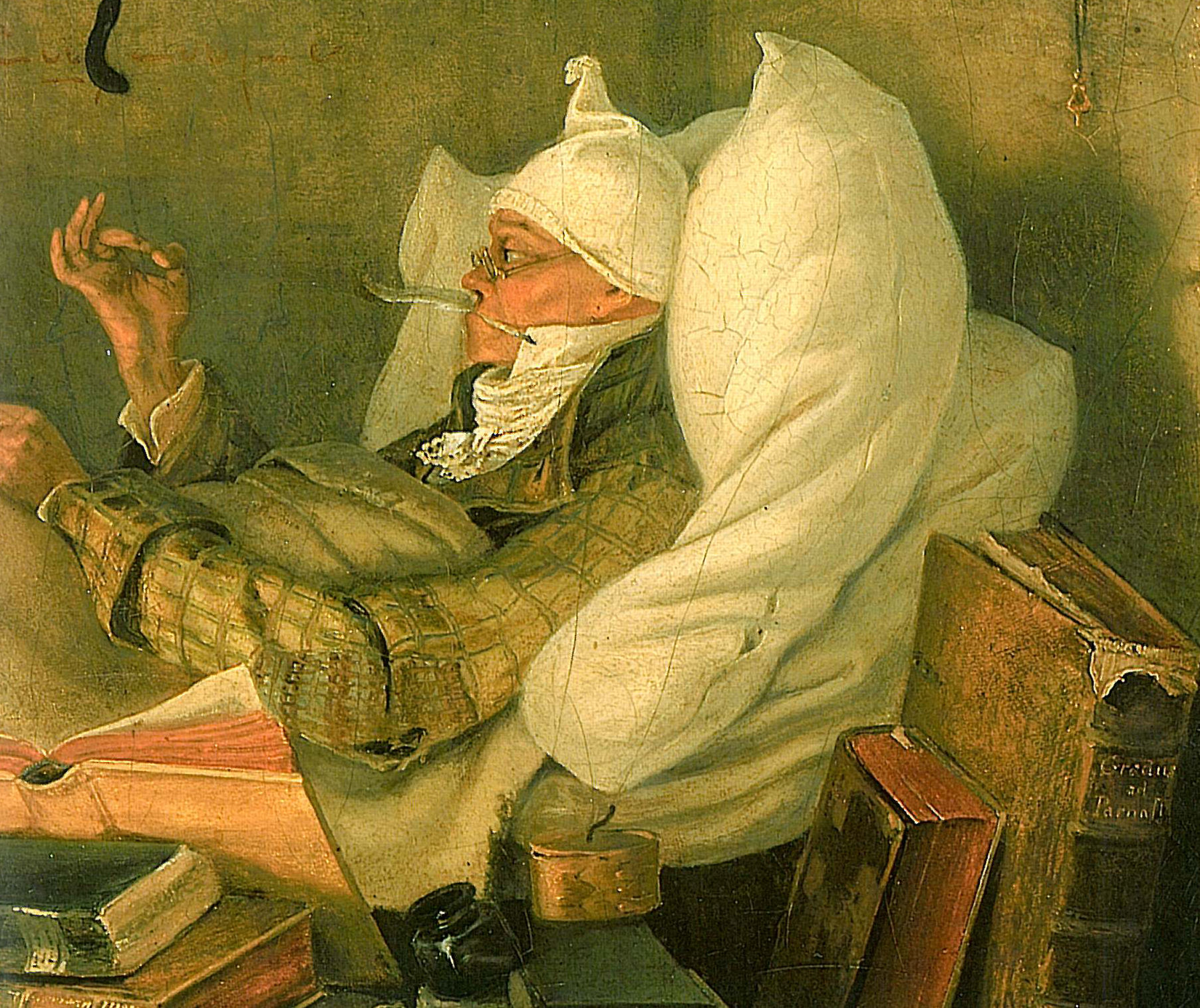
Der arme Poet (Ausschnitt)

Unter dem lateinischen Titel Gradus ad Parnassum (Stufen zum Parnass) gab Ende des 17, Jahrhunderts der Jesuit Paul Aler eine Art Lehrbuch für die Verfertigung lateinischer Verse heraus, deren vollständiger Titel folgendermaßen lautet:
- Gradus ad Parnassum sive Novus Synonymorum, Epithetorum Et Phrasium Poeticarum Thesaurus Latino-Germanicus[74]

Ein Buch mit dem Titel Gradus ad Parnassum hat Carl Spitzwegs armer Poet neben seinem Bett stehen. Es soll ihm wohl beim Verfertigen seiner Verse helfen.
Der Parnass, ein Gebirge in Griechenland, galt in der Antike als Sitz Apollons und der Musen. Lateinische oder gar griechische Verse galten bis in die Neuzeit hinein als Gipfel der Kunst.
Gradus ad Parnassum ist auch ein Gedicht des Schriftstellers August Heinrich Hoffmann von Fallersleben, das mit folgender Strophe beginnt:
Ihr Dichter, wollt ihr Lieder singen,

Vivallerallerallera!

So denket stets vor allen Dingen!

Vivallerallerallera!

In eures Geistes Trunkenheit,

Daß ihr auch Unterthanen seid.

Vivallerallerallera!
Gradus ad Parnassum ist auch ein aus 100 Etüden bestehendes Unterrichtswerk für Klavier von Muzio Clementi (op. 44).

## Grau, teurer Freund, ist alle Theorie.
Mit diesen Worten weist Mephistopheles in Goethes Drama Faust I in der Studierzimmerszene den Schüler auf die Unzulänglichkeit theoretischen Wissens hin.
Grau, teurer Freund, ist alle Theorie,

Und grün des Lebens goldner Baum.
Mit dem Zitat warnt man heute davor, vor lauter Theorie die Wirklichkeit aus den Augen zu verlieren.
Im Goethejahr 1949 hieß es in der Wochenzeitschrift Die Zeit über die Strategien der Besatzungsmächte beim Thema Föderalismus in Deutschland unter der Überschrift Grau, teurer Freund, ist alle Theorie:

„Die Amerikaner haben zu Hause ein System des Föderalismus, und deshalb empfehlen sie uns eine möglichst starke Dosis von dieser heilsamen Medizin. Die Franzosen haben im eigenen Lande überhaupt keinen Föderalismus, aber für Deutschland fordern sie nicht nur einen Bundesstaat, sondern sogar einen lockeren Staatenbund, so will es ihre sécurité. Auch die Engländer kommen zu Hause ohne Föderalismus aus, und sie wären daher ganz einverstanden damit, wenn wir, die wir ja selbst einen Bundesstaat wünschen, nicht allzusehr durch amerikanischen Missionseifer und durch französischen Sécuritismus zu überspitzt föderalistischen Lösungen gezwungen würden.“

Abschließend wird festgestellt, dass es nicht darauf ankommt, wer etwas aus welchen Motiven vorgeschlagen habe, sondern allein, was praktisch dabei herauskomme.

## Greif nicht in ein Wespennest, doch wenn du greifst, so greife fest.

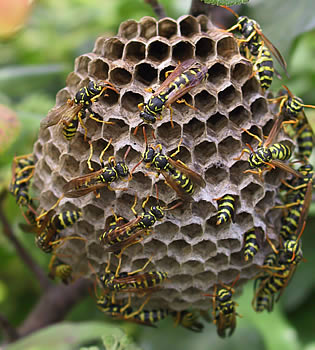
Wespennest

Dieser Satz stammt aus der Sinnspruchsammlung Ein gülden ABC des Dichters Matthias Claudius.
Mit diesen Worten ist gemeint, dass man eine heikle Angelegenheit entweder auf sich beruhen lassen soll oder konsequent erledigen soll. In diesem Sinn zitiert sie der ehemalige Vorsitzende der konservativen Fraktion im Preußischen Abgeordnetenhaus, Moritz Karl Henning von Blanckenburg, in der Sitzung vom 16. Februar 1866.
Wespennester bestehen aus einer papierartigen Masse. Zur Abwehr eines Störenfriedes benutzen die Wespen ihren Stachel, der anders als bei den Bienen über keine Widerhaken verfügt. Deshalb können sie beliebig oft zustechen und dabei ihr Gift einspritzen.
Der Griff ins Wespennest ist eine oft gebrauchte Formulierung, wenn es darum geht, dass Unangenehmes angefasst wird, wie zum Beispiel in der folgenden Aussage mit Bezug auf die Verhältnisse in der Türkei:

„Der beherzte Griff ins Wespennest ist in diesem Falle also durchaus zu empfehlen.“

## Greif zur Feder, Kumpel!
Auf einer am 24. April 1959 veranstaltete Autorenkonferenz des Mitteldeutschen Verlages im VEB Chemiekombinat Bitterfeld sollte geklärt werden, wie den Werktätigen ein aktiver Zugang zu Kunst und Kultur ermöglicht werden kann. Die „vorhandene Trennung von Kunst und Leben“ und die „Entfremdung zwischen Künstler und Volk“ sollte überwunden werden. Dazu sollten Künstler und Schriftsteller Arbeiter bei deren eigener künstlerischer Tätigkeit unterstützen.
Die im Wesentlichen von Walter Ulbricht ausgegebenen Direktiven standen unter folgendem Motto:

„Greif zur Feder, Kumpel, die sozialistische deutsche Nationalkultur braucht dich!“

Dieser so genannte Bitterfelder Weg sollte den Weg zu einer eigenständigen „sozialistischen Nationalkultur“ weisen und hatte den Auftrag der Künstler, den Dichter im Kumpel zu wecken.
Erfunden hatte die Losung der Schriftsteller Werner Bräunig, der es so formulierte:

„Greif zur Feder, Kumpel, die sozialistische Nationalliteratur braucht Dich!“

In seinem Aufruf, den Bräunig gemeinsam mit Jan Koplowitz verfasste, war es so formuliert:

„Schreiben ist wie Bergmannsarbeit. Tief in die Stollen des Lebens eindringen muss der Schriftsteller […] Im sozialistischen Staat werden die schöpferischen Kräfte des Volkes, die unter den Bedingungen der kapitalistischen Ausbeutung verkümmern mussten und von der herrschenden Klasse unterdrückt oder abgelenkt wurden, gepflegt und gefördert. […] Greif zur Feder, Kumpel! […] Schöpfe aus der Fülle deiner Umwelt, deines Lebens.“

Abgewandelt zu Greif zur Kamera! mobilisierte dieser Slogan das Amateurfilmschaffen der DDR. Viele Betriebe unterhielten Amateurfilmstudios und finanzierten teure Filmarbeit.
Peter Neumann schrieb 2002 in der Berliner Zeitung:

„Mit diesem Slogan versuchte die DDR Arbeiter dazu zu bewegen, nicht nur Erbswurst oder Schrauben, sondern auch Literatur zu produzieren. Mit mäßigem Erfolg, mäkeln Wissenschaftler. Mehr als 40 Jahre später gibt es jetzt einen neuen Versuch, Outsider des Literaturbetriebs zum Schreiben zu motivieren. Nun heißt es: Greif zur Feder, Fahrgast! Ob diesmal Lesenswerteres dabei herauskommt – wir werden sehen.“

Entscheidende Voraussetzung war in diesem Fall jedoch, dass die Geschichte unterhaltsam war.

## Grenzen der Menschheit
Diese Worte sind der Titel eines Gedichts von Goethe:
Denn mit Göttern soll sich nicht messen

Irgendein Mensch …

Was unterscheidet

Götter von Menschen?

… Uns hebt die Welle,

Verschlingt die Welle,

Und wir versinken.

Ein kleiner Ring

Begrenzt unser Leben …
Das Gedicht wurde von Franz Schubert und Hugo Wolf vertont.

## Grenzen des Wachstums
Unter dem englischen Titel The Limit to Growth (Die Grenzen des Wachstums) wurde 1972 eine Untersuchung von Dennis Meadows und anderen Herausgebern veröffentlicht.
Die Studie erschien in den „Berichten an den Club of Rome“, einer Vereinigung von Wirtschaftsführern, Politikern und Wissenschaftlern aus über 30 Ländern, die sich die Erforschung von allgemeinen Menschheitsproblemen zur Aufgabe gemacht hat.
Die zentralen Schlussfolgerungen des Berichtes waren: Wenn die gegenwärtige Zunahme der Weltbevölkerung, der Industrialisierung, der Umweltverschmutzung, der Nahrungsmittelproduktion und der Ausbeutung von natürlichen Rohstoffen unverändert anhält, werden die absoluten Wachstumsgrenzen auf der Erde im Laufe der nächsten hundert Jahre erreicht.
Der Titel wird zitiert, wenn vor unablässigem Wachstum in bestimmten Bereichen gewarnt werden soll:
- „Börsen: Grenzen des Wachstums“
- „China: Die Grenzen des Wachstums“
- „Grenzen des Wachstums – Trumpf spürt die Krise.“

## Gretchenfrage

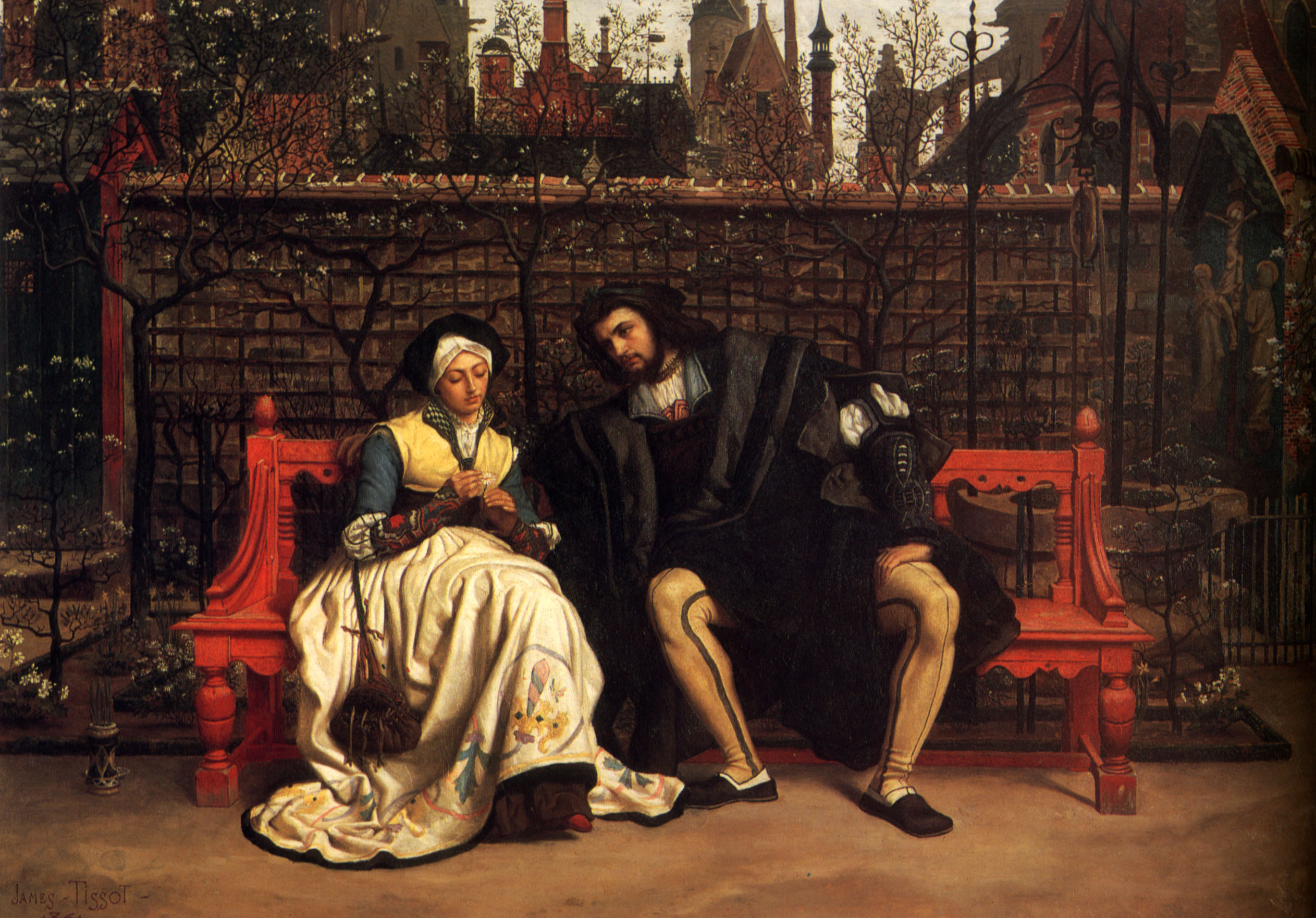
James Tissot: Faust und Gretchen im Garten

Der Begriff Gretchenfrage als Bezeichnung für eine unangenehme Gewissensfrage, die ungern beantwortet wird, entstand in Anlehnung an die von Gretchen an Faust gerichtete Frage:

„Nun sag, wie hast du’s mit der Religion? Du bist ein herzlich guter Mann, allein ich glaub, du hältst nicht viel davon.“

Da Faust ausweicht, fragt sie nach:

„Glaubst du an Gott?“

Unter der Überschrift „Die (kluge?) Gretchenfrage“ schreibt ein Dr. Blume über Gretchens Frage:

„Mit der Gretchenfrage testen (vor allem, aber nicht nur) Frauen, biologisch klug, seit Jahrzehntausenden auch die Bindungsqualität potentieller Partner. Wer sich glaubwürdig von Jenseitigen auf familiäre Treue beobachtet und verpflichtet wähnt, könnte sich auch als verlässlicherer Partner erwiesen haben, eher gewählt worden sein (sexuelle Selektion) und mehr Kinder aufgezogen haben (natürliche Selektion). Sowohl für Männer wie für Frauen würde es sich demnach also lohnen, glaubwürdige Formen der Religiosität zu finden und zu zeigen.“

Das Wort Gretchenfrage wird in unterschiedlichen Zusammenhänge gebraucht:
- „Gretchenfrage: Apple iPhone – kaufen oder warten?“
- „Klimaschutz-Gretchenfrage an Parlamentarier“

## Grieche sucht Griechin.
Grieche sucht Griechin ist der Titel eines Kurzromans von Friedrich Dürrenmatt, der 1966 mit Heinz Rühmann in der Hauptrolle verfilmt wurde.
Es wird darin vom griechischen Buchhalter Archilochos erzählt, der von der Heimat seiner Vorfahren träumt, die er selbst aber noch nie gesehen hat. Freunde raten ihm, eine Heiratsanzeige aufzugeben, und er annonciert mit den Worten „Grieche sucht Griechin“. Er findet seine Traumfrau und ist erstaunt darüber, dass ihn plötzlich hochgestellte Persönlichkeiten grüßen. Bis er schließlich am Hochzeitstag erfährt, dass er eine stadtbekannte Prostituierte geheiratet hat. Er ist entsetzt, doch schließlich siegt die Humanität.
Der Titel wird, bewusst ohne Bezug zur Erzählung von Dürrenmatt, in verschiedenen Abwandlungen in Kontaktanzeigen verwendet, beispielsweise:
- „Sachse sucht Sächsin.“
- „Hesse sucht Hessin.“
- „Schwabe sucht Schwäbin.“ (Buchtitel)

## Große Ereignisse werfen ihre Schatten voraus.
Diese sprichwörtliche Redensart stammt aus dem Gedicht Lochiel’s Warning (Lochiels Warnung) des schottischen Dichters Thomas Campbell. Dort heißt es, dass die tief stehende Sonne des Lebensabends seherische Kraft verleiht:

“And coming events cast their shadows before.”

„Und kommende Ereignisse werfen ihre Schatten voraus.“

Mit dem Zitat kommentiert man heute die ersten Anzeichen einer bevorstehenden Veranstaltung.

## Große Freiheit Nr. 7

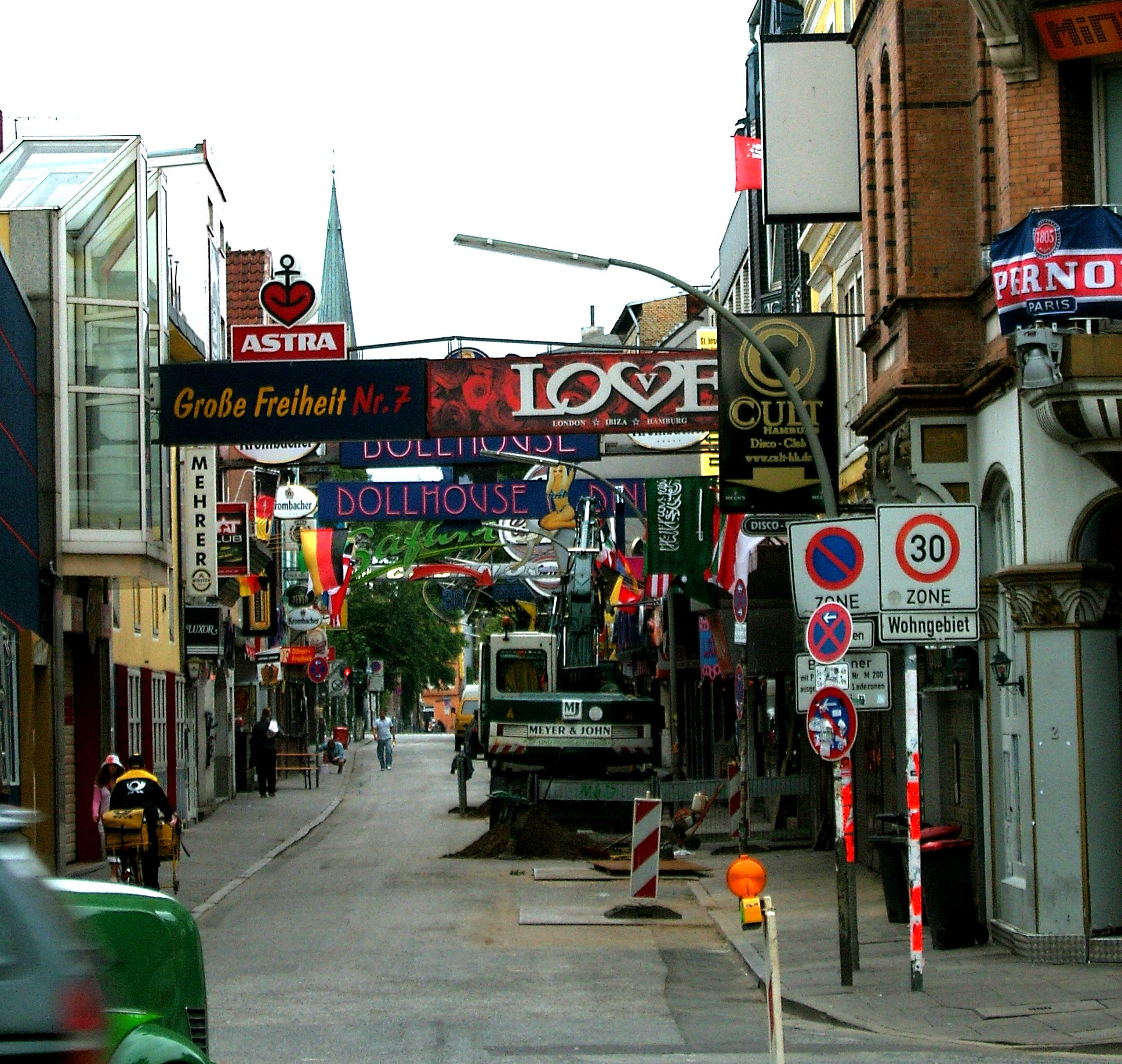
Eingang zur Großen Freiheit

Der Titel des Films Große Freiheit Nr. 7 von Helmut Käutner aus den Jahren 1943/44 bezieht sich auf die Straße Große Freiheit im Hamburger Stadtteil St. Pauli, die bereits 1610 angelegt wurde.
In diesem Film spielt Hans Albers einen Seemann, den Lebensgefährten einer Nachtlokalbesitzerin, der als Stimmungssänger auftritt. Er verliebt sich in ein junges Mädchen, das sich aber für einen anderen entscheidet; der Seemann sucht danach seine „große Freiheit“ wieder auf dem Meer und heuert auf einem Schiff an.
Ursprünglich war der Film vom Propagandaministerium als Würdigung der deutschen Handelsmarine eingeplant worden. Der Film durfte nach seiner Fertigstellung in Deutschland nicht gezeigt werden. Es wurde bemängelt, dass der Film keine „deutschen Seehelden“ zeigt. Propagandaminister Joseph Goebbels vermutete Hintergedanken bei Käutner, der schon mehrere Konflikte mit den NS-Machthabern gehabt hatte, wegen des Titels „Große Freiheit“. Deshalb wurde der Film in Große Freiheit Nr. 7 umbenannt.

## Großer Bruder
Großer Bruder (englisch: Big Brother) ist in dem Roman 1984 von George Orwell der Diktator des fiktiven, totalitären Staates Ozeanien, der die Kontrolle und Unterdrückung seiner Bürger zur Perfektion getrieben hat. Im Roman ist die folgende Warnung allgegenwärtig:

“Big Brother is watching you.”

„Der Große Bruder beobachtet dich.“

Überwachungskameras zur Videoüberwachung (so genannte „Televisoren“), Fernsehempfänger mit Großbildschirmen und integrierten Mikrofonen zur Entgegennahme von Befehlen sind sogar in den Wohnräumen installiert und schaffen eine fast lückenlose Überwachung der Individuen.
In Anlehnung an Orwells Roman wird der Begriff „Großer Bruder“ heutzutage auch für einen (staatlichen oder privaten) Überwachungsapparat gebraucht.
„Grosser Bruder Deutschland“ ist die Überschrift der Schweizer Zeitung Die Weltwoche, in dem es um die Überwachung der Deutschen durch ihren Staat geht. Der Begriff wird jedoch nicht nur für die Überwachung von Bürgern, sondern auch für die Beziehung zwischen ungleich starken Staaten gebraucht, wobei in letzterem Fall der Sinn ein anderer ist.
- „Wie stark greift der ‚Große Bruder‘ schon in unser Leben ein?“
- „Grosser Bruder im Netz. Internetuser verraten oft unwissentlich persönliche Daten.“
- „Großer Bruder, Nachbar oder Freund? – Russisch-ukrainische Beziehungen“

## Großer Gott, wir loben dich!

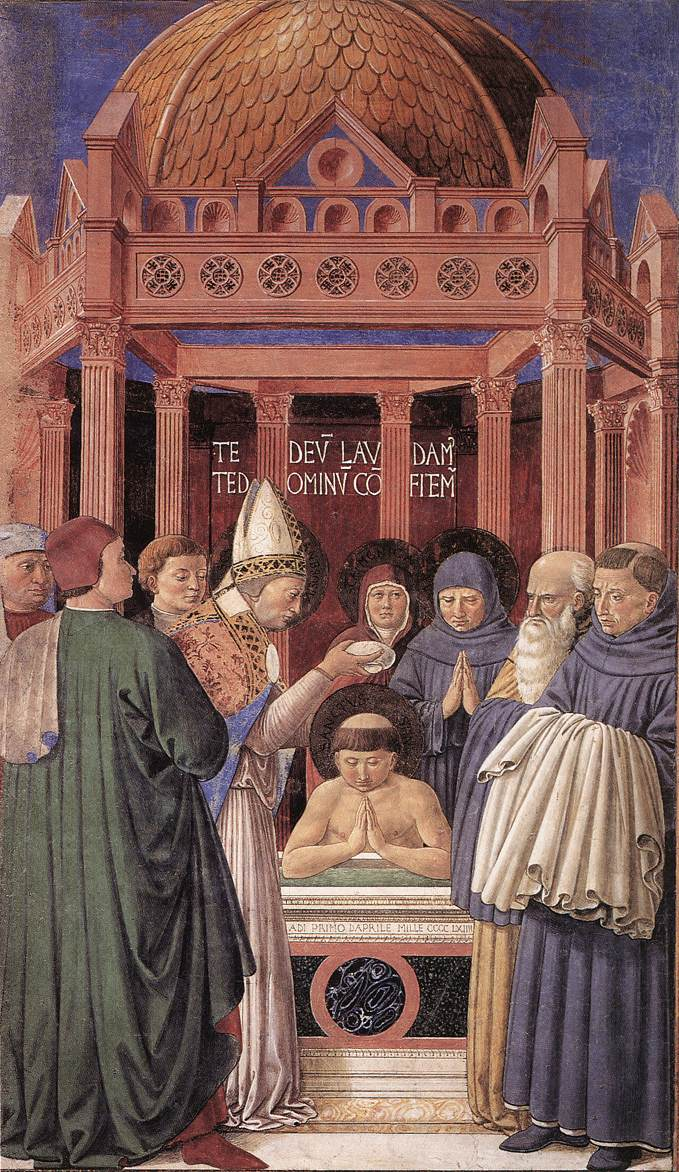
Taufe des Augustinus durch Bischof Ambrosius

Dies ist der Anfang des deutschen Te Deums, eines Lob- und Dankgesangs der katholischen Kirche, den der Legende nach die Heiligen Augustinus von Hippo und Ambrosius von Mailand gemeinsam komponiert haben sollen. Als Augustinus zu Ostern 387 die Taufe empfing, soll Ambrosius diesen Hymnus angestimmt haben und Augustinus soll versweise darauf geantwortet haben. Das lateinische Lied beginnt mit den folgenden Worten:

“Te Deum laudamus. Te Dominum confitemur.

Te aeternum patrem omnis terra veneratur.”

„Großer Gott, wir loben dich,

Herr, wir preisen deine Stärke.

Vor dir neigt die Erde sich
und bewundert deine Werke.

Wie du warst vor aller Zeit,

so bleibst du in Ewigkeit.“

## Großer Vaterländischer Krieg
„Großer Vaterländischer Krieg“ (Великая Отечественная война) ist die russische Bezeichnung für den Krieg gegen die Sowjetunion, den das Deutsche Reich am 22. Juni 1941 begann. Der Krieg bekam diesen Namen in Anlehnung an den Vaterländischen Krieg von 1812 gegen Napoléon.
Am 9. Juli 1941 meldete das Oberkommando der Wehrmacht 328.898 Gefangene und 3332 zerstörte Panzer (so viele Kampfwagen, wie das deutsche Ostheer besaß). Zu diesem Zeitpunkt rief die sowjetische Führung den Großen Vaterländischen Krieg aus.
Im Deutschen ist dieser Teil des Zweiten Weltkrieges unter der Bezeichnung „Russlandfeldzug“ oder „Unternehmen Barbarossa“ bekannt.

## Grün ist die Heide.

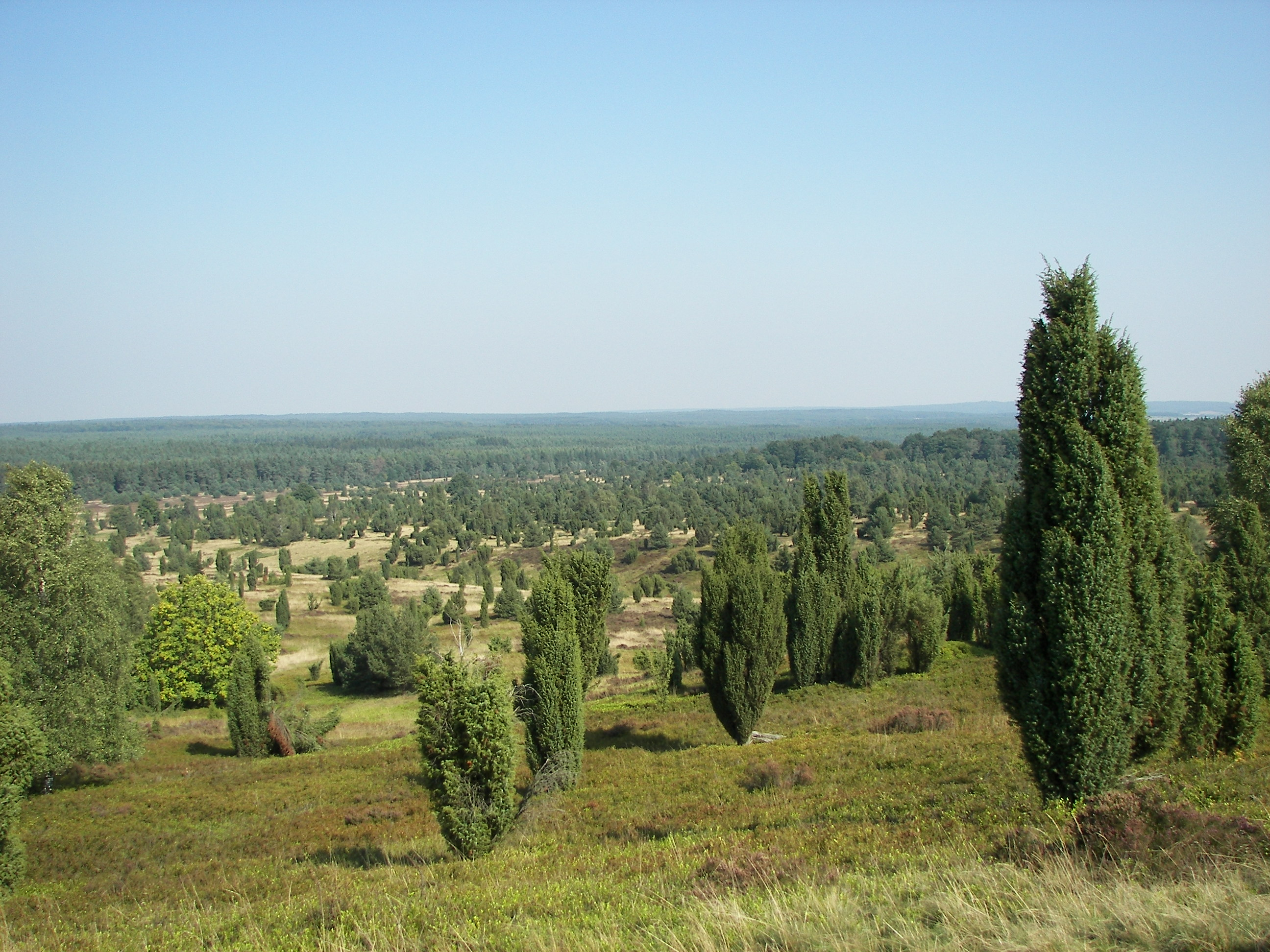
Lüneburger Heide am Wilseder Berg

Dieser banale Satz ist Teil des Kehrreims im Heidelied Als ich gestern einsam ging … des Heidedichters Hermann Löns:
Ja, grün ist die Heide, die Heide ist grün,

Aber rot sind die Rosen, wenn sie da blühn.
Grün ist die Heide ist auch ein bekannter deutscher Heimatfilm aus dem Jahr 1932, der Vorbild für mehrere Remakes war. Erzählt wird von einem jungen Förster, der in der Lüneburger Heide einen gefährlichen Wilderer stellen will. Er verfolgt einen Mann in das Haus eines Gutsbesitzers und lernt dessen Tochter kennen, die ihm sagt, dass ihr Vater, dem früher die ganze Gegend gehörte, der Wilderer ist.
Das Zitat aus dem Löns-Gedicht wird oft im Zusammenhang mit der Lüneburger Heide zitiert und abgewandelt:
- „Ja, grün ist die Heide…: Aspekte einer besonderen Landschaft“ (Buchtitel)

## Grund- und Eckstein
Diese Zwillingsformel findet sich schon im alttestamentlichen Buch Jesaja, wo es heißt:

„Darum spricht Gott der Herr: Siehe, ich lege in Zion einen Grundstein, einen bewährten Stein, einen köstlichen Eckstein, der wohl gegründet ist.“

Später wurde das Bild zum Grund- und Eckstein verdoppelt. Der Eckstein war ein rechteckig behauener Stein, der die Ecke einer Mauer bildete und damit der Mauer Halt gab.

## Grüne Lunge
Diese Metapher für die Grünanlagen einer Großstadt geht wohl auf eine Formulierung des englischen Staatssekretärs William Pitt zurück. In einer Rede seines Biografen William Windham im Jahr 1808 vor dem britischen Unterhaus heißt es, Pitt habe des Öfteren gesagt,

“that the parks were the lungs of London”

„dass die Parks die Lungen von London seien“

Beispiele:
- „Regenwälder – die grüne Lunge des Planeten“
- „Wie lange versorgt uns noch die grüne Lunge?“
- „Schloss Benrath – die grüne Lunge Düsseldorfs“

## Gruppenbild mit Dame
Gruppenbild mit Dame ist ein Roman von Heinrich Böll aus dem Jahr 1971. Die Zentralfigur ist eine intelligente und gutherzige aber ungebildete Frau. Ihre Familie zählt zu Beginn der Machtübernahme durch die Nationalsozialisten zu den Gewinnern.
Der Buchtitel wird heute meist im übertragenen Sinn verwendet. Als verstärkt Frauen in die Länderkabinette berufen wurden, wurden die neuen Regierungen meist mit der Bildunterschrift als Gruppenbild mit Damen betitelt:

„Auf der Ebene der Bundesregierungen blieb es in den 1980er Jahren allerdings noch bei dem bekannten ‚Gruppenbild mit Dame‘, und erst ab 1990 waren Frauen nicht länger Vereinzelte in einer ministeriellen Herrenriege.“

- Gruppenbild mit Damen und Herren
- Gruppenbild ohne Herren
- Gruppenbild mit zwei Damen – Die Regierung von Silvio Berlusconi ist im Amt

## Gut Ding will Weile haben
„Gut Ding will Weile haben“ ist ein Zitat aus dem Roman Wilhelm Meisters Wanderjahre von Johann Wolfgang von Goethe, der 1821 erstmals erschien.

## Gut gebrüllt, Löwe!
Der Spruch „Gut gebrüllt, Löwe!“ (englisch: „Well roared lion.“) stammt aus Shakespeares Stück Ein Sommernachtstraum:
Thisbe.
„Dies ist ja Nickels Grab; wo ist mein Liebchen denn?“
Löwe.
„Oh!“ (Der Löwe brüllt, Thisbe läuft davon.)
Demetrius.
„Gut gebrüllt, Löwe!“
Theseus.
„Gut gelaufen, Thisbe!“
Hippolyta.
„Gut geschienen, Mond! – In der Tat, der Mond scheint mit vielem Anstande.“
(Der Löwe zerreißt den Mantel der Thisbe.)
Theseus.
„Gut gezaust, Löwe!“
Der Ausspruch verspottet einen prahlenden Redner. Heute wird damit festgestellt, dass jemand etwas schlagfertig bemerkt hat, die Bemerkung aber dennoch folgenlos bleiben wird.
Gut gebrüllt, Löwe ist auch der Titel eines Kinderbuchs von Max Kruse aus der Reihe Der Löwe ist los, das durch die Aufführung der Augsburger Puppenkiste große Bekanntheit erlangte.

## Gut gemeint ist das Gegenteil von gut.
Diese Feststellung gibt es in verschiedenen Varianten.
Bei Gottfried Benn heißt es:

„Es hat sich allmählich herumgesprochen, daß der Gegensatz von Kunst nicht Natur ist, sondern gut gemeint; …“

Kettcar wandeln das auf ihrem 2002 erschienenen Album Du und wieviel von deinen Freunden ab:

„Das Gegenteil von gut ist gut gemeint.“

## Guter Engel
Im Buch Tobit tröstet Tobias seine Frau, als deren Sohn, der junge Tobias, zu einer Reise aufbricht, mit den Worten:

„Weine nicht; unser Sohn wird frisch und gesund hin- und wieder herziehen, und deine Augen werden ihn sehen. Denn ich glaube, dass ein guter Engel Gottes ihn geleitet und alles wohl schicken wird, was er vorhat.“

## Guter Hirte

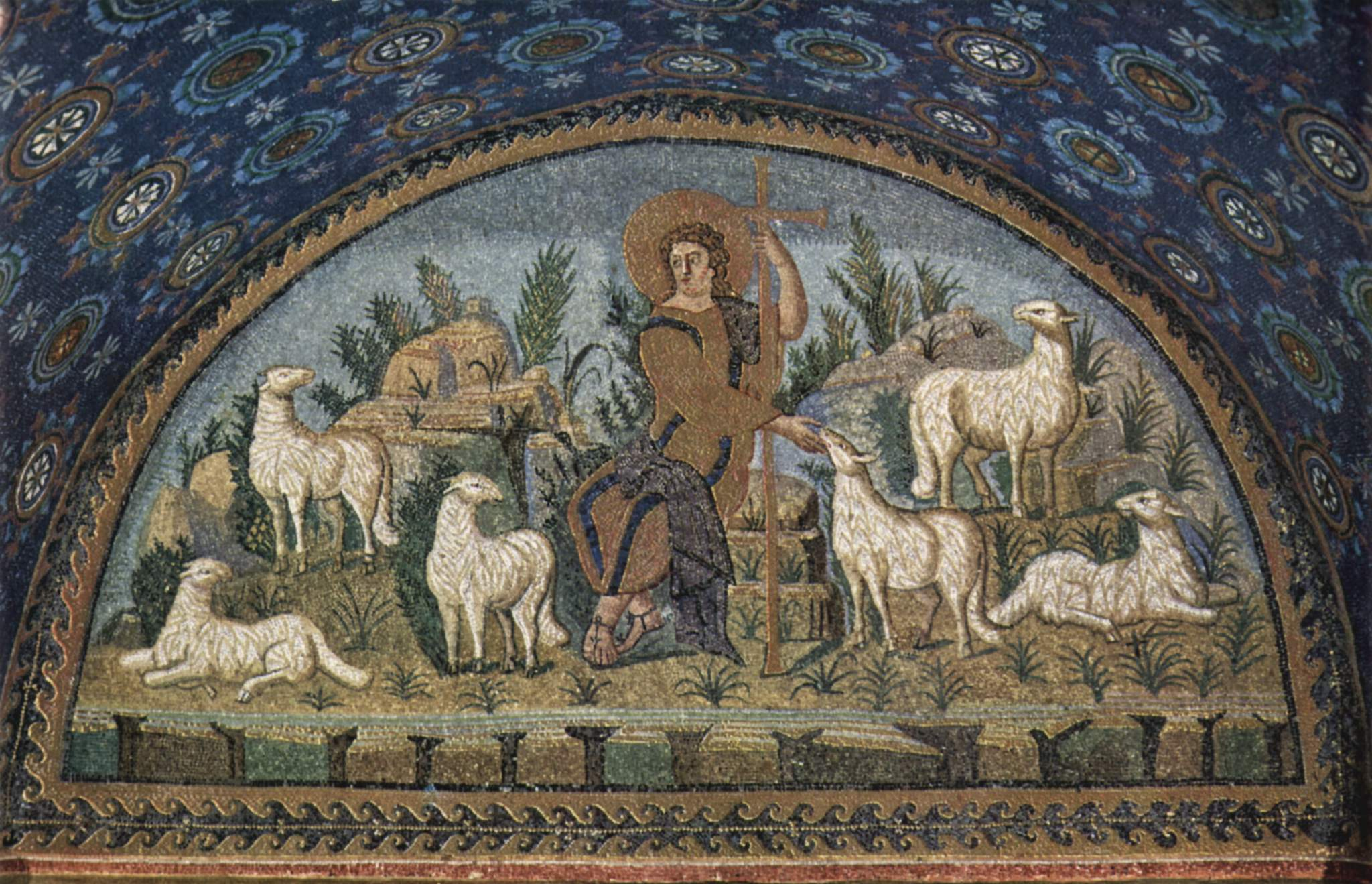
Mosaik des Guten Hirten in Ravenna

Diese Bezeichnung für Jesus Christus geht auf dessen eigene Worte im Evangelium nach Johannes zurück:

„Ich bin der gute Hirte. Der gute Hirte lässt sein Leben für die Schafe.“

Der Gute Hirte (altgriechisch ὁ ποιμὴν ὁ καλὸς ho poimēn ho kalos, lateinisch pastor bonus) ist im Christentum eine der ältesten und verbreitetsten Bezeichnungen für Jesus.
Der 23. Psalm, auch als Hirtenpsalm oder Psalm vom guten Hirten bezeichnet, gehört zu den bekanntesten Bibeltexten und beginnt mit den folgenden Versen:

„1Ein Psalm Davids. Der Herr ist mein Hirte; mir wird nichts mangeln. 2Er weidet mich auf grünen Auen und führt mich zu stillen Wassern.“

Der gute Hirte ist der deutsche Titel des US-Spionagefilms The Good Shepherd von Robert De Niro aus dem Jahr 2006.